# マジンガーZ

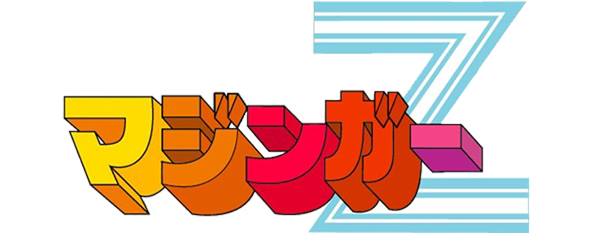
テレビアニメ版のタイトルロゴ

『マジンガーZ』（マジンガーゼット）は、永井豪とダイナミックプロを原作とした、漫画やテレビアニメで展開されたメディアミックス作品であり、作中に登場する同名の巨大ロボット。
テレビアニメの制作は東映と旭通信社。漫画は、原作者永井豪による作品以外に、桜多吾作による作品など複数ある。
「巨大ロボットアニメ」として後続作品に大きな影響を与えた。

## 概要
主人公が巨大な人型ロボットに乗り込んで操縦し敵と戦う「巨大ロボットアニメ」としては最初の作品。
それまでも、ロボットが登場するアニメとしては、知能を持ったロボットが主人公である『鉄腕アトム』、ロボットを遠隔操縦する『鉄人28号』、本作の2か月前の1972年（昭和47年）10月4日に放送が開始された、人間が巨大ロボットと融合して闘う『アストロガンガー』などがあった。また、悪役として有人操縦のロボットが登場する作品はあった。本作は善玉である主人公が、巨大ロボットに乗り込んで操縦し、敵と戦うという点が画期的であった。本作の成功を受け、続編である『グレートマジンガー』を始め、巨大ロボットアニメが多数制作された。
平均視聴率22.1パーセント（最高視聴率は、第68話の30.4パーセント。ビデオリサーチ関東地区調べ）の大ヒット番組となり、続編の『グレートマジンガー』『UFOロボ グレンダイザー』と合わせると4年を越える長期シリーズとなった。
その後、日本以外でも放映され、1970年代の韓国・台湾・香港・タイなどのアジアに次ぎスペインでの放映では大人気となり（スペインにはマジンガーZの像（北緯41度22分59秒 東経1度19分45秒 / 北緯41.3829349度 東経1.3292865度）がある）、その流れでスペイン語圏の中南米（メキシコ、ベネズエラ、アルゼンチン、チリなど）で大ブームとなる。そしてスペイン以外のヨーロッパでも、『UFOロボ グレンダイザー』が先に爆発的人気を得ていたイタリアやフランスなどで後追いで放映されるなど世界各国で人気を博し、21世紀に入った現在でも現地で高い知名度を誇る。

### 作品誕生までの経緯
『マジンガーZ』は、同じ永井豪原作の東映動画作品である『デビルマン』についての打ち合わせの席上で、新たな提案をきっかけに企画が始まった作品であり、原作者による連載漫画と東映動画によるTVアニメが同時進行に近い形で世に送り出された。
永井豪は、渋滞に巻き込まれた自動車を見ていた時に、「自動車から脚が延びて前の車を（またいで）乗り越えていけたらいいのに」と感じたことが“乗り込んで操縦するロボット”の着想の根源になったと方々で語っている。永井は、子供の頃夢中になって読んだ『鉄腕アトム』や『鉄人28号』といった「ロボットもの」の、それらとは全く違う設定の作品を描いて見たいという願望があったというが、着想としては「ロボットもの」の分野に新しい設定を持ち込んだというよりは、乗り物の解釈を拡大してロボットに行き着いた……というものになっている。これは、作品が『エネルガーZ』または『アイアンZ』と呼ばれていたまだ初期の頃の構想で、「主人公が乗ったバイクがロボットの頭部に登り、合体し操縦する」という設定であった点からも読み取れる。ただし、この設定は当時人気の絶頂期にあった『仮面ライダー』に類似するという、東映テレビ部長の渡邊亮徳の指摘によって却下され、飛行メカのホバーパイルダーによる結合方式に改変された。なお、バイクがコクピットになるという案は、後にダイアナンAのドッキング・操縦方法として流用されている。

### 後続作品への影響
本作は、ロボットに数々の超兵器を内蔵させること、パートナーとなる女性型ロボット・アフロダイAやダイアナンAの登場、三枚目のお笑い担当ロボット・ボスボロットの登場、飛行用パーツ・ジェットスクランダーの登場、新兵器の追加や弱点の克服といったパワーアップ描写、主役機体の交代（最終回におけるグレートマジンガーの登場）など、後続のロボットアニメ作品で多用されることになる要素を、数多く生み出した。
デザイン面においても後続作品に大きな影響を残し、瞳の無い白眼をはじめとする本作のロボットのデザインラインが、後続の巨大ロボットの多くに色濃く影響を残している。また、「上腕と腹と大腿部が白」の配色は、マジンガーシリーズとは直接関係の無いコン・バトラーV、アーマードトルーパー、実写特撮のダイデンジンにまで踏襲され、それ以降の1970年代の作品における巨大ロボットの基本配色となった。その後も、この配色の影響下にあるロボットデザインは多い。
アニメのエンディングに宮武一貴による設計図・透視図が使われたり、雑誌でさまざまな裏設定が公開されるなど、作品の細部を作品外から補完する試みも行われた。こうした手法は後年のSF作品でも多く見られるが、そういった点も本作が先陣を切った。
1996年から1997年にかけて放送されたスーパー戦隊シリーズ第20作『激走戦隊カーレンジャー』では、マジンガーZそっくりの敵ロボット・バリンガーZを登場させようとしたが、打ち上げパーティーで大竹宏の挨拶からそのことを知った東映上層部がダイナミックプロに配慮して出した自粛命令により、アフレコまで完了していたものがお蔵入りになるという事態になった。

### 商業面での影響
この作品の大ヒットによって「超合金」や「ジャンボマシンダー」などの関連玩具が爆発的に売れた。雑誌での記事展開なども含めた商業的な面でのシステムを確立したという点でもマジンガーZは画期的であり、日本アニメ及びそのキャラクタービジネスにとって重要なターニングポイントになったとされる。
本作放映以前はテレビアニメの制作本数は減少傾向にあり、辻真先によると「テレビアニメはそのまま死滅の道を辿ったかもしれない」という時期であった。永井豪によると本作の企画時、巨大ロボットは売れないと判断されたためスポンサーのポピー（現：バンダイ）は乗り気ではなかったが、本作の高視聴率が判明すると商品化に動いた。ジャンボマシンダーは全長約60cmの大きさが子供に受け、50万個のヒットになり、巨大ロボットアニメの商業性を示した。本作以降、玩具メーカーがアニメのスポンサーになることが増え、これまで菓子メーカー主導だったアニメは玩具メーカー主導になり、テレビアニメの制作本数が増加する。辻真先は玩具メーカーがテレビアニメを救ったように述べている。
また当時、東映動画は東映の実写キャラクターの版権も取り扱っており、同社の版権収入は実写9、アニメ1の割合だった。それが本作のヒットによりアニメの方が版権収入が上になった。このように本作は実写優位だった当時の市場環境を覆し、アニメの価値を示した作品である。
本作の玩具を開発した村上克司は、「マジンガーがなければ、〈超合金〉もなく、その後の私もどうなっていたものか。マジンガーには心から感謝しています」と述べている。また同じく当時のポピー取締役で本作の玩具開発に関わった杉浦幸昌も、今に繋がるバンダイのキャラクタービジネスの土台を作った作品として、（石ノ森章太郎と並んで）永井豪に足を向けて寝られない、と感謝の念を述べている。
水木一郎の歌う主題歌レコードも、日本で70万枚を超える大ヒットになった（この時間帯のアニメ主題歌では『アタックNo.1』と並ぶ売上枚数）。このレコードにはオープニング、エンディング以外に挿入歌「Zのテーマ」も収録されている。この曲はもともと主題歌として製作されたが、渡邊亮徳による「曲調が弱い」との判断で没になったものの、現場スタッフには好評だったためほぼ毎回マジンガー出撃シーンの挿入歌として使用された。

## 漫画
アニメ主導のタイトルということもあり、『マジンガーZ』の漫画版は紆余曲折を辿ることになる。永井は『ハレンチ学園』の次作品として『週刊少年ジャンプ』に売り込みをかけたが、編集部は連載に難色を示した。『ハレンチ』の後釜として同じようなアダルトギャグ漫画を求めていた編集部の要求と合わなかったのが理由とされる。テレビ局主導での漫画制作に不満を示していたデスクの西村繁男は連載に強硬に反対したが、編集長の長野規が永井のマネージャーの強い説得に折れ、連載を許可することになった。
その後、永井はアニメ番組スポンサーの強い要望で講談社『テレビマガジン』にも連載を開始することになる。『テレマガ』は元々『仮面ライダー』中心の子供向けテレビ雑誌としてスタートしたが、後番組として『仮面ライダーV3』が出た時点で、近い将来のライダーブームの落ち込みを予測しており、『ライダー』に代わる目玉キャラクターを探していた編集部にとって「まさに渡りに船」であった。だが、『テレマガ』の連載を受けたことから長野の態度が一変、人気は高かったにもかかわらずジャンプ版の連載は、マジンガー軍団とドクターヘル軍団の戦いで非常に盛り上がっている最中、打ち切りとなる。当時、専属契約制度を導入しつつあった『週刊少年ジャンプ』にとって、ライバル出版社の雑誌に同タイトルの連載を併載することは到底許容しがたいことであった。
このころダイナミックプロという会社組織となり（兄弟が社長）、マネージャーが本人の知りえないところで原稿料の吊り上げを行っていたことがのちに判明。これがジャンプへの掲載が疎遠になった理由ではないか、との証言も残っている。

### 連載雑誌と単行本
- 『週刊少年ジャンプ』（集英社）の1972年10月2日号(No.42) - 1973年8月13日号(No.35) 。
  - 掲載順に大雑把な内容区分をするならば、I.「マジンガー誕生編」・II.「ドグラ・マグラ編」・III.「にせマジンガー編」・IV.「機械獣大作戦編」・V.「ローレライの歌編」・VI.「ブロッケンの妖怪編」・VII.「鉄十字とグロゴス編」・VIII.「マジンガー軍団編」の全8章となる。
  - 上述のとおり、連載はテレビ放映が高視聴率で継続中にもかかわらず打ち切りとなり、二大軍団を倒されたドクターヘルがバードス島を動かし、自ら打倒マジンガーZに乗り出すところで「つづきはテレビで見てね!」と作者が呼びかける、変わったスタイルで終了した。これに伴い、最初の単行本であるジャンプ・コミックス全4巻[34][35][36][37]も、対グロゴス戦の戦闘開始まで（週刊少年ジャンプ’73年7月9日号掲載分まで）を収録して未完となる[注釈 6]。
- 月刊『テレビマガジン』（講談社）の1973年10月号 - 1974年9月号。
  - 各話20P前後の読み切り形式。『週刊少年ジャンプ』での連載終了からおよそ2カ月後に連載がスタートしたが、物語や設定が仕切り直しとなったため継続性は考慮されておらず、マジンガーZやアフロダイAのデザインもTVアニメに準拠したものへと変更された[注釈 7]。全13回。実質的最終回にあたる第13回（1974年10月号）は『偉大な勇者グレート★マジンガー』のタイトルで掲載された[注釈 8]。
- この連載中、テレビマガジン連載分に週刊少年ジャンプ連載分を混載したサンコミックス[40][41][42][43][44]が発売された[注釈 9]。その収録順はシャッフルされているため必ずしも時系列に沿っておらず[注釈 10]、ストーリーや内容に矛盾が生まれている。またテレビマガジン・少年ジャンプ連載分ともに収録漏れが多数あり、「鉄十字とグロゴス編」全編が初収録されたものの「マジンガー軍団編」はまたも未収録となっている。
- KCコミックス版[46][47][48][49][50]は、「マジンガー軍団編」を初収録したKCコミックス『グレート・マジンガー』[51][52][注釈 11]より後に発行された。内容は少年ジャンプ掲載分とテレビマガジン掲載分との混載で、サンコミックスほど特殊では無いものの順序がややランダムに再構成されており、時系列やストーリーが微妙に前後し入り組んでいる。またやはり完全収録ではなく「マジンガー軍団編」[注釈 12]や、ゴーゴン大公登場のエピソード（『テレビマガジン』1974年5月号掲載）が未収録になっている。
  - これ以降、各社から出版される単行本は、長らくKCコミックス版を底本とすることがもっぱらとなり、未収録回がそのまま放置された状態が続いた。
- 1999年発売の講談社漫画文庫版[54][55][56]で、初めて少年ジャンプ版とテレビマガジン版の両方が、初出連載時に忠実な順序・形態で収録された。
- 2013年から2014年にかけて、新たに『改訂版 マジンガーZ』（全4巻）が講談社から刊行された[57][58][59][60]。これは少年ジャンプ連載版とテレビマガジン連載版に加え、単行本『グレート・マジンガー』第1巻[51]で描き足されたゴードンとの最終決戦までを含めて全話収録したバージョンである。かつてないほど両連載の融合を図った加筆修正や整理が施され、エピソードの大胆な順序入れ替え（ピグマン子爵編を最終話とするなど）や加筆（ボスボロットの開発など）が行われている[注釈 13]。ビジュアル面では全編にわたってマジンガーZの顔面を修正してテレビ版デザインに統一した他、アフロダイAについてはジャンプ版が1号機でテレマガ版が2号機という設定にすることでデザインの違いに辻褄を合わせている。内容は『マジンガーZ』の物語として完結しており、（ゴーゴン大公とは未決着のまま）ミケーネ帝国やグレート・マジンガーの登場は無い。

- 『別冊少年ジャンプ』（集英社）の1972年12月号 - 1973年9月号。

作画は、桜多吾作。永井豪の週刊少年ジャンプからの移籍に伴い、連載終了。ほかに少年ジャンプ増刊1973年4月10日号、1973年8月10日号にも執筆している。
- 『冒険王』（秋田書店）の1973年10月号 - 1974年9月号、1974年お正月大増刊号、1974年夏休み大増刊号。

作画は、桜多吾作。別冊少年ジャンプからの連載を引き継ぎ、完結まで連載される。
- 『別冊冒険王映画テレビマガジン』（秋田書店）の1973年9月号 - 1974年2月号。

作画は、桜多吾作。1973年9月号は新連載予告漫画。
- 『おともだち』（講談社）の1973年1月号 - 1974年10月号。

作画は、桜多吾作。1974年10月号の3ページ目から『グレート★マジンガー』に改題。
- 『ディズニーランド』（講談社）の1973年1月号 - 1974年9月号。

作画は、桜多吾作。毎回2ページで、第6回以降は機械獣が登場しない教育絵本的な内容となる。
- 『テレビランド』（徳間書店）の1973年9月 - 1974年8月号。

作画は、氷魚章（1973年9月 - 11月号）、宮本コジロー（1973年12月号 - 1974年1月号）、天保革（1974年2月号 - 8月号）。
- ほかに『週刊漫画ゴラク』にて連載された『激マン!』の中で、連載当時を振り返る形で『マジンガーZ』が作中劇として新規にリメイク版で描かれている。

### ストーリー
ここではTVアニメ版と違う点のみ表記。
兜十蔵博士は、地震で瓦礫の下敷きになって死亡する直前、息子夫妻を実験中の事故で死なせたことへの償いから、孫の甲児に、光子力を動力にする超合金Z製のロボット「マジンガーZ」を与えた。十蔵のビジュアルや言動はアニメ版より遥かにマッドサイエンティスト風に描かれている。
偶然、時同じくしてドクター地獄の巨大ロボット群（機械獣）を使った日本侵攻が始まり、甲児はマジンガーZを操って、ヘルの野望を打ち砕くために戦い始める。
- 甲児が最初にZを起動させた際、アニメ版は誤ってシローを踏みつけそうになる程度だが、漫画版では甲児の本意ではないにせよ市街地で大暴れしている。
- アフロダイAはマジンガーZと同じく兜十蔵博士の設計[64]（TVアニメ版では弓教授が開発したとされる[65]）。
- ドクター地獄の部下、あしゅら男爵とブロッケン伯爵の出自（アニメ版の設定である「ミケーネの貴族夫婦のミイラを一体化した」「ナチスの鬼将軍のサイボーグである」などといった）説明は、漫画版ではいっさいない。週刊『少年ジャンプ』連載時には登場しなかったピグマン子爵は、後に『テレビマガジン』連載時（第11回）に登場する。
- ヘル一味の主力兵器が巨大ロボット「機械獣[注釈 16]」なのは同じだが、ジャンプ連載版だけでもドグラS1・マグラF2、バマラスY1、マリオN7、グロゴスG5など、アニメ本編未登場の機械獣が多く存在し、テレビマガジン連載版に至っては連載第8回登場のスゲルトンO7（正確にはTVアニメ版ではスケルトンO7）を除いて、全て漫画版オリジナルでアニメ未登場[注釈 17]。
- 漫画版とアニメ版の双方に登場した機械獣でも、バジンB9→エルキネスK2、ゴーストファイアーV9[71][注釈 18]→グレン・ゴーストC3、バルガス→ベルガスV5といった具合に漫画とは名前が変更されたり、キングダンX10やグロッサムX2のように能力・武装が変更された例も多い。
- 『週刊少年ジャンプ』連載版にボスは登場するが、アニメ版の放映中に連載が終了したためボスボロットは登場しない（ボロットは『テレビマガジン』連載版第4回にて唐突に登場することになる[注釈 19]）。ボスはアニメ版よりも甲児の恋敵・悪友的な要素が強調されている。
- ヒロインの弓さやかは勇敢な少女ではあるが、アニメ版よりはおしとやかな性格になっており、甲児に対しても素直に好意を示している[注釈 20]。愛機アフロダイAは機械獣キングダンX10によって胴体を両断されたうえ[77]、収容された海底要塞サルードの自爆と運命を共にして喪失。後継機はビューナスAとなる（ジャンプ連載時は、後に『グレートマジンガー』に登場する炎ジュンのものとほぼ同じデザインであったが、単行本[51]収録に際して異なったデザインに変更・修正された[注釈 21]）。一方、『テレビマガジン』の連載ではTVアニメ版準拠のデザインとなったアフロダイAが登場し[注釈 22]、連載第7回にて全壊した後、第9回からは後継機としてアニメ版同様にダイアナンAが登場した[56][注釈 7]。
- 「ローレライの歌」篇に登場するシュトロハイム・ハインリッヒ[80]博士が造ったロボットの名が、原作ではドナウα（アルファー）1であり、アニメ版第61話のラインX1とデザインも若干異なる。さらにドナウα1のボディの色が登場当初は黒く、ローレライ・ハインリッヒ[80] が合体することで青くなるという台詞[80] があり、OVA『CBキャラ 永井豪ワールド』第3話「これが最後だバイオレンスジャック!」にて1カット出演した時のカラーは青であった）。ドナウα1とマジンガーZとの激闘は、ジャンプ掲載時にはわずか数ページで決着がついてしまったため、ジャンプコミックスおよびサンコミックスへの収録時の2度に渡り（それぞれ11ページ、26ページ分）加筆されている[81]。ちなみにローレライの像があるのはライン川であり、ドナウ川ではない。なお、原作では機械獣リバーF9にあしゅら男爵が乗り込み遠隔操縦していた。
- 暗黒寺闇太郎警部は「やくざの息子が警察官になった」と自称し[82]、悪役的な言動を見せながらも甲児たちに協力してドクター地獄の組織を追う敏腕警部という役どころであったが、アニメ版には登場していない。
- TVアニメ版と異なり根拠地をバードス島から移転するエピソードはなく、地獄城は『テレビマガジン』連載第8回で唐突に登場する[83]。また、週刊『少年ジャンプ』連載時には（同時進行だったTVアニメ版においても）そもそもまだ地獄城は登場していなかったが、KCコミックス『グレート・マジンガー』第1巻への「マジンガー軍団編」収録の際の加筆修正では、バードス島が地獄城に描き直されている[84]。なお、後の『改訂版 マジンガーZ』第4巻では、地獄城のことをドクター地獄が“バードス島”と呼んでいることから、バードス島が地獄城に改造されたと解釈することもできる[85]。

### 登場キャラクター
ここではTVアニメ版と違う点のみ表記する。
兜 甲児（）
前作『ハレンチ学園』に登場した“山岸くん”こと山岸八十八（やまぎしやそはち）の発展形として設定した、と永井がインタビューで後に語っている。アニメ版では、兜邸にルミというお手伝いさんがいたが漫画版にはおらず、甲児が料理を担当している。
永井によれば、最初の名前は風 進（）だったが、Zのイメージで変えたと言う。
弓 さやか（）
アニメ版では甲児としょっちゅう大喧嘩をするなど気性が激しく、お転婆でジャジャ馬とも称されるのに比べて、漫画版ではかなり従順でお淑やかであり、甲児に対しても素直に甘えたりベタベタ・イチャイチャする描写も多い。またアニメ版では高校に通っていないが、漫画版では甲児やボスと同じ高校のクラスメートである点も大きな違いである。なお、ジャンプ連載時とジャンプコミックス収録分まではさやかのロングヘアーに茶髪のようなトーンが貼られていたが、朝日ソノラマのサンコミックスへの収録に際して、コマ単位で全面的に黒くベタに塗り直された。1999年に講談社漫画文庫から出版された完全復刻のオリジナル版（全3巻）では、ジャンプ連載時のまま収録されているためオリジナルの画稿が再現されている。また、お色気要素も存在し、劇中ではあしゅら男爵やブロッケン伯爵に捕まって、全裸にされたり服を破かれて下着姿にされていたりする。
ボス
固有名が設定されておらず、ブロッケン伯爵相手に「本名は俺も作者も知らない」云々と苦笑いしながら自己紹介している。アニメ版のような半袖Tシャツではなく、もっぱら学ラン姿。1998年に連載された永井によるリメイク『Zマジンガー』中では、「棒田進（ぼうだすすむ）」と呼ばれていた。
ヌケ
初登場時にムチャから「ボケ」と呼ばれる場面あり。学ラン姿。
ムチャ
アニメ版より長身であり、ボスやヌケ同様もっぱら学ラン姿であった。
兜 シロー（かぶと シロー）
“志郎”との表記あり。アニメ版よりも悪童ぶりが目立ち、言葉遣いも荒っぽい。パイルダーを操縦して殺人アンドロイド・ガミアQのうち一体（Q1）を撃破する活躍も見せた。
兜 十蔵博士
やや狂気じみた天才科学者。数多くの特許を持ち、その莫大な収入でマジンガーZを建造する。突然の大地震で命を落とすが、死の直前に甲児にマジンガーZを与え「お前は神にも悪魔にもなれる」と言い放つ。永井豪の漫画版では顔に大きな傷のある隻眼の老人で、孫のシローに「おっかないから、いきなり顔を見せないでくれ」と悪態をつかれるほど怖い顔だが、TVアニメ版では対照的に温和な顔立ちになっており、命を落とした原因が鉄仮面軍団の襲撃によるものに変更されている。甲児、シローと三人で暮らしており、二人には優しく、甲児は「素晴らしくかっこいいおじいちゃんだぜ!俺は大好きさ!」と言っている。
光子力研究所所長をもう何年も前に完全に引退し、密かに自宅の地下工場でマジンガーZの建造に没頭していた。マジンガーZ建造の目的もアニメ版と異なり、Dr.ヘルの野望を挫くためではない（そもそもドクター地獄とは面識が無い）。兜十蔵は息子夫婦を実験中の事故で死亡させてしまい、孫から両親を奪ってしまったことへの贖罪の気持ちから（孫への贈り物として）マジンガーZを造っている。
弓 弦之助教授
十蔵の弟子で光子力研究所の所長。アニメ版より若干アクティブかつアグレッシブに描かれていた。ジャンプ連載時は弓 弥之助（ゆみ やのすけ）という名前で髪型やヒゲがアニメ版とかなり違っていたが、朝日ソノラマのサンコミックス収録に際して、作者によりアニメに準拠した風貌へコマ単位で全面的に描き直された。その後、講談社漫画文庫から発行された完全復刻のオリジナル版では、オリジナル通りに戻されている。
三博士（のっそり・もりもり・せわし）
もりもりが短躯でメガネを着用、のっそりがメガネや口ヒゲなしで極太の眉毛、といった具合に、三人とも初登場時はアニメ版と顔や頭身が微妙に異なっていたが、再登場時にはアニメ版に準拠したデザインとなっていた。出番はその2回限りであったが、後の『改訂版 マジンガーZ』第4巻の加筆において、ボスボロットを開発・製作してボスに贈る役割で三たびの登場の機会を得ている。
暗黒寺 闇太郎
永井豪の漫画版のみに登場。代々やくざ（暴力団）の家柄なのになぜか警察官になってしまったと自称する。顔つきも口調もやくざ風だが、刑事としての判断力は高く、甲児たちにとっては頼もしい味方。ニセマジンガー編を最後に何の説明もなく登場しなくなる。
ドクター・地獄/ドクター地獄
アニメ版でときおり垣間見られたような、あしゅら男爵やブロッケン伯爵とのコミカルなやりとりは無く、ひたすらマッドサイエンティスト。バードス島の巨人伝説を巨人ロボットと信じて発掘し、機械獣軍団を発見して世界征服をたくらむ。「マジンガー軍団編」での台詞によれば「五軍団」を組織しているとのことであるが、あしゅら（鉄仮面）軍団と鉄十字軍団以外は姿を現わさず実態は不明である。
あしゅら男爵、ブロッケン伯爵
どちらもアニメ版に比べて若く精悍なイメージにデザインされており、死に様も少年ジャンプ版（「マジンガー軍団編」）ではZに操縦系を破壊されたグールが制御不能のままブード目掛けて突っ込んだことで、両者とも死亡という形になっている。その一方、テレビマガジン版ではあしゅら男爵はいつの間にか死んでいることになってしまっているが、ブロッケン伯爵はアニメ版と同様にドクター=ヘルとともに飛行要塞グールで地獄城を脱出したところを、マジンガーZに撃破されて死亡している（この最期は単行本収録の際に、通常「マジンガー軍団編」と差し替えられる）。
なお、ブロッケン伯爵はジャンプ連載時（ジャンプコミックス版）と、朝日ソノラマのサンコミックス版以降では顔や服装のデザインが修正されて異なっている（その後、講談社漫画文庫から発行された完全復刻のオリジナル版では、オリジナル通りに戻されている）。
鉄十字軍団
目の部分が永井豪の漫画版では目全体が黒くベタ塗りされ、瞳が白抜きとなっている。

### 漫画のみの主なメカ
ガミアQ
あしゅら男爵が兜甲児抹殺のために送り込んだ、女性型殺人アンドロイド・ガミアQ1、Q2、Q3の三体。三体をまとめてガミアQとも呼ぶ。外見は全く同じで区別がつかないため同一モデルと思われ、ツインテールの金髪ならぬ金属髪を振り回し、あらゆるものを切り裂いてしまう。
なお、兜甲児がサルードで相対したとき、最後の一体がQ1ではなくQ3だと一目で断定できた理由は不明。
ビューナスA
弓さやかが搭乗する、アフロダイAの後継機。マジンガー軍団の一角を担っており、武装として、両腕から飛び出す超合金Z製のブーメラン「Zカッター」、頭部の二本のアンテナから発射する光子力ビームを持つ。さやかの体型をデザインベースとしており、このためのヌード写真撮影を巡ってさやかと三博士らが甲児も巻き込んで大騒ぎを繰り広げるというエピソードがある。
当初は『グレートマジンガー』にて炎ジュンが搭乗するものとほぼ同じデザインであった（背中にかかったロングヘアー状のパーツからのロケット噴射によって、飛行能力を有している点は大きな違い）が、後にKCコミックス『グレート・マジンガー』第1巻に「マジンガー軍団編」が収録される際に、目元や鼻筋や肩・鼠径部周りなどと併せて、頭部が帽子のツバのように左右に（炎ジュンのヘルメット風に）湾曲して広がった形状へと、大きく修正された。またその加筆ページ（ゴードンとの決戦）において、炎ジュンのビューナスAのクインスターと同様に、小型飛行艇が頭部コクピットとしてドッキングしていたことが描かれている。なお後年、OVA『マジンカイザー』やTVアニメ『真マジンガー 衝撃! Z編』に登場したさやかが操縦するビューナスAは、この修正バージョンに準拠したものだが、カラーリングや細部はやや異なる。
ミリオンα
ドクター地獄との最終決戦に備えて生産された「マジンガー軍団」の一機。頭部に電磁砲を備えており、顔面をスライドさせて発射する。マニピュレーターはスパイク状。胸がコクピットになっている。上半身のみの女性型でありパイロットは元レーサーで双子のローリィとロール。健闘空しくコクピットである両胸を背後から機械獣に鷲掴みされ、そのまま握りつぶされた。
なお、長谷川裕一の漫画『スーパーロボット大戦α THE STORY 竜が滅ぶ日』に登場した下半身は長谷川のオリジナル。後年のOVA『マジンカイザー 死闘! 暗黒大将軍』やTVアニメ『真マジンガー 衝撃! Z編』にも登場する。
バイオンβ
「マジンガー軍団」の一機。胸部にルストハリケーンを備えており、首がコクピットになっている。ほっそりしたシルエットで、パイロットは東しゅん。機械獣の数を恃んだ力押しにより剣でバッサリ胴体を両断されてしまう。
後年のOVA『マジンカイザー 死闘! 暗黒大将軍』やTVアニメ『真マジンガー 衝撃! Z編』にも登場する。
ダイオンγ
同じく「マジンガー軍団」の一機。胸の開閉式装甲板からブレストファイヤーを放つ。ずんぐりとしたデザインで喉元にコクピットがある。パイロットは元自衛官の大出政雄。脚部がブースターになっており歩行能力は低い。機械獣軍団の集中砲火を一身に浴びて爆発四散した。
長谷川裕一の『スーパーロボット大戦α THE STORY 竜が滅ぶ日』に登場した脚部と装甲板は長谷川のアレンジ。後年のOVA『マジンカイザー 死闘! 暗黒大将軍』やTVアニメ『真マジンガー 衝撃! Z編』にも登場する。
ゴードン
地獄城の頂上部の人面がそのまま頭部を構成している、三面四本腕の巨大機械獣で、崩れ落ちた島を割って姿を現したドクター=ヘルの切り札。操縦はドクター=ヘル自身が行っており、巨大な剣から雷を放ち、腹部の髑髏の口から吐くゴードンファイアー、合わせた両手の指先から放つ電撃のフィンガーショック、全身を回転させることで巨大竜巻を発生させるゴードンサイクロン、さらにそれに炎を加えたゴードンサイクロンファイアーといった攻撃でマジンガーZを苦しめた。
ゴードンが登場する一連のマジンガーZとドクター=ヘルの決戦は本来の漫画連載時には無く、講談社の『グレート・マジンガー』第1巻の発行に際し、新規に描きおろされた（それまで単行本未収録で未完のままであった「マジンガー軍団編」を収録するにあたり、決着を描き足した）ものであった。そのため以後発行された単行本では、これにならって『グレート・マジンガー』の冒頭に長いプロローグとして収録されるか、あるいはクライマックスとして『マジンガーZ』の最終巻に収録されるか、まとめ方がその度に異なる。
なお、近年はたいてい“地獄王”という冠が付くが、これは後の中央公論社『愛蔵版 マジンガーZ』での改訂を経て、派生作（OVA『マジンカイザー』、TVアニメ『真マジンガー 衝撃! Z編』など）で称されるようになり定着したもので、もともとの漫画版にはない。

## テレビアニメ

大泉アニメゲートに設置されている「ねりまアニメ年表」の一コマ。

### 放送期間など
- 放送期間：1972年（昭和47年）12月3日から1974年（昭和49年）9月1日。
- 放送回数：全92話
- 放送時間：毎週日曜日19時 - 19時30分
- 放送局：フジテレビ系列
- 制作：東映動画、旭通信社（いずれの社名も放送当時）。
- 平均視聴率：22.1％（ビデオリサーチ調べ、関東地区）[3][5]

最高視聴率は、1974年3月17日放送（第68話「地獄の用心棒 ゴーゴン大公」）の30.4%（ビデオリサーチ調べ、関東地区）。
最終回はそのまま『グレートマジンガー』に続く。

### テレビアニメ版ストーリー
先史時代の人種・ミケーネ人の古代遺跡の調査チームの代表だったDr.ヘルは、バードス島の巨人伝説の元となった巨大ロボット群を発見。これを使った世界征服を企み、ロボットの発掘後他の調査員たちを殺害するが、メンバーの一人だった兜十蔵博士には逃げられてしまう。
十蔵はDr.ヘルの野望を阻止するため、光子力で動く超合金Z製のロボット「マジンガーZ」を秘密裏に建造するが、あしゅら男爵たちの襲撃を受けて十蔵は死亡。今際の際にDr.ヘルの野望を伝えマジンガーZを孫の甲児に託した。甲児は亡き祖父の遺志を継ぎ、マジンガーZの力でDr.ヘルの野望を打ち砕くために戦い始める。
Dr.ヘルの部下は、ミケーネの貴族夫婦のミイラを一体化したあしゅら男爵、ナチスの鬼将軍のサイボーグであるブロッケン伯爵、頭部の代わりにピグミー族の上半身をマサイ族の肉体に合成したピグマン子爵。兵器はミケーネ人の遺産である巨大ロボットを改造した機械獣。虎の腰から人間の上半身が生えたミケーネ帝国の使者・ゴーゴン大公とも手を組み、ミケーネの技術で製造された強力な「妖機械獣」を貸与される。
激闘の末、Dr.ヘルの野望を打ち砕いた甲児。しかし、地上制圧を目論むミケーネ帝国がその隙を突き、本格的に地上侵攻を開始。その先兵として突如姿を現した戦闘獣たちの前に、ヘルとの激闘で深い傷を負っていたマジンガーZは太刀打ちできず敗北を喫する。あわやこれまでと思われた時、グレートマジンガーと名乗るマジンガーZによく似たスーパーロボットが姿を現し、甲児とマジンガーZの危機を救う。グレートマジンガーの正体とは、甲児の父・兜剣造がミケーネ帝国の侵攻に備えて密かに開発していた、マジンガーZを超える超ロボットであった。その操縦者・剣鉄也に戦いの使命を譲り、科学者である父と祖父の血を引く者として科学の研鑽を積むべく、甲児がさやかと共にアメリカ留学へ旅立つところで物語は幕を閉じる。
さやかは甲児とは「ケンカするほど仲がいい」関係。ボスはボロットの登場でコメディ・リリーフの地位を確立する。漫画版では脇役だった三博士もレギュラー化して、Zの新兵器開発などに活躍する。この他、家政婦を経て光子力研究所の正式な所員となる“みさと”や、後に甲児が留学・師事することになるアメリカの研究者ワトソン博士など、アニメオリジナルキャラクターも登場した。

### 登場キャラクター

#### 光子力研究所
ロケーションは、富士山麓・青木ヶ原近辺にある設定。
兜 甲児（）
声 - 石丸博也 / 赤羽根健治(アイアンサーガVS)
本作の主人公。祖父の十蔵が残したスーパーロボット・マジンガーZの操縦者。東城学園（第4、24話ほか）の高校生で年齢16歳。小柄だが、学校の2階の窓から平然と飛び下りて無事に着地する（第8、22話ほか）など抜群の運動神経を持ち、鍛え抜かれたオートバイテクニックを応用してZの性能を余すところなく引き出した。格闘センスにも秀でており、鉄仮面や鉄十字兵の多勢を相手にしてもまったく引けを取らない（第11、13、16、58、79話ほか）。
東京に在住していたが、祖父の死をきっかけに弓教授が用意した光子力研究所近郊の木造住宅に移り住み（第3話）、出動要請が出るとパイルダー号を発進させる。しかしその自宅も鉄十字軍の襲撃によって大破し（第58話）、その後は研究所に移り住んだ（第59話）。
弟・シローの宿題に苦戦する（第25話）など、ふだんの勉強はあまり得意ではないが、戦闘における一瞬の判断力には鋭いものがあり、最初の頃こそマジンガーZの操作を覚えるのに苦労したものの(第1 - 6話ほか）、その優れた戦闘センスで幾多の危機を乗り越えていった。性格はやや直情径行気味でおっちょこちょいな面もあり、これが戦闘において災いすることもあるが（第32話ほか）、祖父の影響もあり正義を愛し決して悪を許さない江戸っ子気質の熱血漢である。ただし、気まぐれでパイルダーの整備を優先して、シローとさやかとのピクニックの約束を反故にするなど少々自分勝手なところもある（第15話）。弓さやかとは互いに少なからず戦闘でのパートナー以上の好意を抱いているものの、双方とも意地っ張りで気が強いため、つい喧嘩になることが日常茶飯事であった。一方、弟シローに対しては唯一の肉親ということもあり、面倒見の良い兄貴ぶりを見せているが、これを敵に利用されることもあった(第10話）。社交的な性格であり目上には礼儀正しく所員からも信望は厚い。私服は青みがかった白いタートルネックの長袖シャツに、紺色の長ズボンであることがほとんど。第27話ではギターを弾けるという芸達者な一面も見せている。趣味は釣りであるらしい（第52、79話）。
初期話数ではZの武装を知らなかったためか無言で技を繰り出していたが、第5話以降は技名を叫びながら繰り出すスタイルへと徐々に移行した。第3話ラストで戦闘の衝撃に耐えられるようヘルメットと戦闘服を弓教授と三博士より贈られ、第4話以降着用して出撃するようになる。
第91話でDr.ヘル一味を壊滅させたが、第92話で新たな敵ミケーネの戦闘獣によってZは戦闘不能となり、甲児も重傷を負う。回復後、さやかと共に日本を発ち、ワトソン博士の下でロボット工学を学ぶべくアメリカのワトソン研究所へ留学する（第92話）。
弓 さやか（）
声 - 松島トモ子（第1話 - 第13話）→ 松島みのり（第14話 - 第39話・スーパーロボット大戦シリーズ）→ 江川菜子（第40話 - 第92話） / 内川藍維（『アイアンサーガVS』）
本作のヒロイン。弓弦之助教授の一人娘で、アフロダイA・ダイアナンAの操縦者。兜甲児やボスとクラスメイトである永井豪の漫画とは異なり、高校には通わず研究所で教育を受けており、学生生活に少なからず憧れている（第4話）。お転婆で勝気な性格だが、プライベートよりも緊急の任務を優先する（第29話）など強い責任感の持ち主。
甲児に好意を寄せるが、素直になれず喧嘩することが多い。物凄く嫉妬心が強く、みさとはおろかロボットであるミネルバXにさえもヤキモチを焼いたほど。映画『マジンガーZ対デビルマン』においては「ジェットスクランダーに比べたらガールフレンドなんて…」という甲児のセリフにも過敏に反応した。しかし、それもこれも真実に甲児を愛するが故の嫉妬であり、死線をさまよう甲児に対して想いを独白したことも度々あった（第52話ほか）。女性を前線で戦わせることをよしとしない甲児とは対立することもあり、アフロダイAを戦闘用に改造することに反対した甲児を恩知らず呼ばわりして平手打ちを見舞う（第8話）など、高慢ちきな鼻っ柱の強さも顕著である。また運動神経も抜群で、柔道二段の腕前だという（第32話）。
ヘアバンドを常に着用、色はピンク以外にもいくつかのバリエーションがある。第38話まで黄色いツナギ風の戦闘服に茶色のブーツ姿だったが、第39話以降ピンクと白のヘルメット及びミニスカートタイプの戦闘服、白いロングブーツ姿に変更された。
ボスボロット登場後はボスとコンビを組むことも多くなり、コミカルな言動や場面も目立ってくる（第57話など）。戦力的にはZに劣り甲児から足手纏い扱いされることもあったが、アフロダイAやダイアナンAの援護が無かったらZが敗北していたであろう局面も決して少なくなく、また精神的なパートナーとして甲児をフォローすることも多かった。最終回で甲児と共に渡米。
ボス
声 - 大竹宏 / 北沢力(アイアンサーガVS)
第3話より登場した東城学園の番長的存在で甲児のケンカ友達。17歳であるが甲児とは学年が同じ一年生なので留年している模様。短気で腕っ節が強いのだけが取り柄の巨漢で単細胞。ガキ大将気質で横暴なところもある（第19話ほか）が根は善人で、漢気と正義感の持ち主でもある。ボスボロット登場以前は、ヌケやムチャと常日頃バイクを乗り回していたこともあり、その操縦テクニックはなかなかのもの（第46話など）。季節を問わず常にオレンジ色の半袖シャツを一張羅のように着用している。ごく初期には、ヌケ、ムチャ以外にも名称不明の子分がもう2人いた（第3話）。さやかに好意を寄せていることもあって彼女には頭が上がらず（第3、12、16話ほか）、当初は甲児に反感を見せていたが、Zの戦いを側面から支援していくうちいつしか良き友人となり、ついには「俺は兜のことが世界で一番好きだ」と口にする（第52話）ほど、かけがえのない友となっていく。“カナヅチ”であり、泳げない様子が度々描かれている（第27、36、75、80、89話など）ほか、スキーも苦手（第56話）。甲児への対抗意識から、第48話で三博士を脅迫してボスボロットを造らせ、直接戦闘に参加するようになる。
「〜だわさ」「〜わよ」といったオネエ言葉の語尾が特徴だが、これは大竹の方針から出たアドリブであり、脚本には書かれていなかった。また「ジャンジャジャーン」と言う掛け声も景気づけに欲しいという理由から大竹が考案し、始めたという。
ヌケ / ムチャ
声 - 富田耕生（ヌケ）、田の中勇（ムチャ） 
ボスの子分でいつも一緒に行動している。ともに東城学園の一年生で16歳。えび茶の長袖シャツにピンクのズボンで、いつも鼻水をたらし、何かと言うと「ボシュー（ボス〜）」と頼るのんびり屋がヌケ。緑の長袖シャツに薄茶のズボンで、首に黄色のマフラーを巻いた甲高い声のややせっかちな背の低い方がムチャ。どちらも第3話より登場。ボスボロットにもボスと一緒に乗り込み苦楽を共にした。二人とも意外と運動神経が良くスキーも上手い（第56話）が、ボスと同じく“カナヅチ”らしい（第27話）。
兜 シロー（）
声 - 沢田和子、山口奈々（第88話）
甲児の弟。やんちゃで少々生意気だが兄思い。年中ライトグリーンの半袖シャツに半ズボン姿である。名前は競走馬カブトシロー号にちなんで付けられた（漫画版でもその名前を暗黒寺警部に「競馬の馬」と言われている）。東城学園初等部の5年生、11歳。兄を冷やかしたり（第2、6話ほか）、さやかをからかう（第13、44話ほか）といった、おませな一面があり、余計な一言で怒られることもしばしばではあるが（第74話ほか）、永井豪の漫画版に比べるとかなりおとなしい性格になった。また、いじめられていた転入生のミツオに親身になるなど優しさもある（第20話）。その腕白ぶりが災いして事件に巻き込まれることもあるが（第36話ほか）、第30話では伝書鳩を使って甲児たちに窮地を知らせる機転を働かせたりもする。
親類が兄・甲児しか居ないこともあり、父と接触した『グレートマジンガー』よりは描写も控え目で、研究所で弓教授と戦闘を見守ることがほとんどであった。基本的に甲児のことは「おにいちゃん」と呼ぶが、切羽詰まったときや乱暴な口調になったときには「あにき」と呼ぶこともある（映画『マジンガーZ対デビルマン』、第2、3、5話ほか）。
兜 十蔵（）
声 - 島宇志夫（第1話、第2話）→大竹宏（第38話）→ 加藤修（第91話）
甲児・シローの祖父である天才科学者。
若い頃、留学先のドイツの大学でDr.ヘルと知り合っており、その後のバードス島の遺跡調査団に参加した際に再会、ヘルの凶行に巻き込まれるもののただ一人生き延びている。
自らが発明した光子力の平和利用を考えていたが、Dr.ヘルの野望に対抗するべく光子力研究所所長の座から引退し、富士山麓の青木原にある別荘の地下で密かにマジンガーZを建造した。第1話で鉄仮面軍団によって別荘を襲撃・爆破され瓦礫の下敷きとなって死亡するが、死に際に孫の甲児（とシロー）へZを託す。69歳没。死後も甲児の夢や回想シーンなどで何度か登場している（第38、91話）。
弓 弦之助（）
声 - 八奈見乗児
光子力研究所の最高責任者。通称「弓教授」。さやかの父で年齢は46歳。元々は兜十蔵博士の一番弟子で助手を務めていた。常に冷静沈着で、悪には屈しない強い心を持っている。アフロダイA・ダイアナンAを開発し、ジェットスクランダーやジェットパイルダーなどマジンガーZに数々のパワーアップを施して、世界平和に多大な貢献を果たす。
兜兄弟を実子と変わらず扱い、甲児とさやかの諍いも兄弟喧嘩程度にしか思っておらず、優しくたしなめる。兜兄弟からは「先生」と呼ばれており絶大な尊敬を集めている。
甲児とさやかの留学後はシローを引取る（第92話）が、後に炎ジュンの働き掛けもあり、科学要塞研究所に預けることになる（『グレートマジンガー』第2話）。また、所長の兜剣造と面会した際にその素性（秘密）を知らされはしたが、剣造の要望もあって甲児やシローには彼が実父であるという事実は告げなかった（第92話）。
三博士
第3話より登場した弓教授の助手。多くの場合、3人一緒に登場する。それぞれの名前は通称と思われるものが、第9話にて明らかにされた（ただし本名は最後まで不明のまま）。3人とも兜十蔵博士の弟子であった。第9話ではボウリングにハマっている様子が描かれていたが、揃って非常に下手だった。
せわし博士
声 - 大竹宏
機械工学の専門家にしてロボットのオーソリティー。三博士のリーダー格で、研究所の実質的ナンバー2らしく、弓教授の留守中には研究所の指揮を執ることもある（第85話）。
のっそり博士
声 - 増岡弘（第3 - 第35話）→ 緒方賢一（第9話、第19話）→ 北川国彦（第22話、第41 - 第63話）→ はせさん治（第38話）→ 田の中勇（第71話 - 第91話）、加藤修（第92話）
システム工学の分野では世界一の専門家。
もりもり博士
声 - 矢田耕司（ナレーションと第79話 - 第92話のサブタイトルコールを兼任）
エネルギー工学の大博士。アイアンカッター設計・開発者としての活躍が目立っていたが、第79話にて鉄十字軍の罠にかかり地雷で爆死。52歳没。第79話では（甲児と弓教授は第2話が初対面だったのに対し）、彼は甲児を幼い時から知り、共に遊び、時には叱咤もするなど親交が深かったことが判明する。
みさと
声 - 山口奈々
第64話から登場したボスの遠縁。ボス曰く「父親の祖父の祖母のおじのいとこ」。気立ての良い美人で、光子力研究所に家政婦として雇われる。家事全般が得意で料理の腕も抜群だが、鉄十字軍団を向こうに回して機関銃で応戦したり、ヘリコプターを操縦してアクロバティックな飛行で脱走犯3人組をノックアウトするほどの女丈夫でもある。（以上第64話）
電子工学の知識もあるなど（第66話）、その高い能力を買われ、弓教授から正式な光子力研究所の一員として招聘される。甲児と彼女との仲にさやかが激しく嫉妬することが多くなる。
みさとの登場理由について横山賢二は「さやかがあまりにヒロインらしくなくなってしまったから、その対比として出したと思う」と述懐している。

#### 光子力研究所の協力者
ゴードン博士
声 - 宮内幸平
マジンガーZが水中で活動するための“光子力ロケット”の開発に協力したアメリカの科学者。兜十蔵の古くからの友人でロケット工学の世界的権威でもある（宇宙にロケットを打ち上げるオズモ計画の最高責任者として有名）。弓教授の招きで来日するが、別便で妻子が乗っていた船が機械獣グロッサムX2に襲われ、妻・メアリーを亡くしてしまう。このとき救助された娘のリサ（声 - 杉山佳寿子）も電子工学の博士であり、光子力ロケット噴射装置の完成に貢献した。（以上、第18話）
スミス博士
声 - 北村弘一
アメリカはニューヨーク在住の科学者で、ロケット工学の世界的権威。ジェットスクランダーの開発に際し、弓教授が設計図を持参して渡米しアドバイスを受けたことから、生みの親の一人とされている。その際、Dr.ヘルを倒すために戦う弓教授にどんな協力も惜しまない、と語った。（以上、第33話）
後に彼に化けた偽物（鉄仮面アメリカ支部F823号）が、ジェットスクランダー破壊工作のために光子力研究所に潜入し、射殺されている（第37話）。『マジンガーZ大百科号』では、“ドクター=ヘルに改造手術をされ、スクランダーを爆破しようとして失敗し死亡”と解説されているが、実際の本編中ではスミス博士が死亡したような描写はない。
助手のリコ（声 - 田中亮一）はあしゅら男爵のスパイだった（第33、34話）。スミス博士の遣いとしてジェットスクランダー開発中の光子力研究所に来訪し、情報収集と妨害工作を働く。はっきりした最期は描かれていない（以上、第34話）。
『マジンガーZ大百科号』では、“スミス博士とともに来日し、スクランダーを爆破しようとして失敗し爆死”と解説されているが、前述のとおり映像本編とは多くの点で異なり、事実誤認がある。
ワトソン博士
声 - 加藤修
マジンガーZの新兵器開発のためにアメリカから招聘された電子工学の世界的権威（第86話）。結果的に成果を上げられぬまま帰国することになるが、置土産として密かに甲児のオートバイにバリヤー突破光線を付けていたことが、ピグマンに占拠された光子力研究所奪還に繋がる（第87話）。後にミケーネ帝国との戦いを科学要塞研究所とグレートマジンガーに託した甲児とさやかは、彼の研究所に留学することとなる（第92話）。

#### 科学要塞研究所
詳細は『グレートマジンガー』を参照。
兜 剣造（）
声 - 柴田秀勝（第92話）、大竹宏（第91話）
甲児とシローの父。第91話・第92話に（第91話では気絶した甲児の回想中に母〈声 - 山口奈々〉と共に）登場。甲児が幼い頃、実験中の事故で死亡したとされていたが、これは表向きのことで、父である兜十蔵博士によるサイボーグ手術を受けて一命を取り留め、事情により姿を隠していた。新たな敵・ミケーネ帝国の戦闘獣に苦戦するZを助けるべく、自らが建造したグレートマジンガーを派遣する。甲児やシローを動揺させないため、父であることは伏せている。（以上、第91 - 92話）
剣 鉄也（）
声 - 野田圭一 / 岡野浩介(アイアンサーガVS)
第92話に登場。甲児の父・剣造のもとでミケーネ帝国の戦闘獣に備えて訓練されていたグレートマジンガーのパイロット。マジンガーZ最大の危機を救い、そのまま日本の防衛を受け継ぐ。「俺は少々手荒いぜ!グズグズしてるのは苦手なんだ!!」「今までのマジンガーZとはちょいと出来が違うぜ」など強気の発言が多い。重症の兜甲児を気遣いシローに見舞うことを遠慮させる配慮も見せており、グレートマジンガーとマジンガーZの対比も説いて納得させた。

#### 地下帝国
Dr.ヘル
声 - 富田耕生
悪の天才科学者にして地下帝国の首領。身長は2メートルはあろうかという大男で、顔色が紫だが改造などされていない、れっきとした人間である。武器は手に持つバードスの杖（あしゅら男爵にも同じものを与えている）から発する光線で、機械獣を一撃で破壊する威力がある。
1902年9月6日、ドイツはライン地方の生まれの72歳。ドイツの大学では原子物理学を専攻し、このとき留学中だった兜十蔵と知り合っている。その後はナチスに招かれて殺人兵器の研究をしていた。1952年、エーゲ海のバードス島で古代ミケーネの遺跡を発見、そこに残されていたロボットを復元・改造して作り上げた機械獣軍団を率いて世界征服を狙う（第2話）。冷酷非情でプライドが高く、「マジンガーZを倒すのは自らの機械獣によってこそ」として、兜甲児暗殺を謀ったあしゅら男爵を誹ったりもしている（第16話）が、その一方、マジンガーZが新たな能力を得ても更なる秘策で対処したりする（第19話）など、（第55話）戦略に対する柔軟性も持つ。また、あしゅらやブロッケンを許したり、敗北や任務に失敗しても功績を認めて咎めなかったり、挽回の機会を与えるといった度量の広い面もある。その一方で失敗したあしゅら男爵を罵倒する面もある（第27話）。またマジンガーZに敗北し続けた事でやけになって自ら作った機械獣を多数破壊するような一面もある（第68話）。
第91話にて乗っていた飛行要塞グールをマジンガーZに撃破され、ブロッケン伯爵と共に死亡した。
しかし、後に続編『グレートマジンガー』において、ミケーネ帝国によって戦闘獣へ改造され地獄大元帥として復活することになる。
あしゅら男爵
声 - 柴田秀勝（男、第1話 - 第78話のサブタイトルコールを兼任） / 北浜晴子（女）
海底要塞サルードやブードを指揮し、鉄仮面軍団（あしゅら軍団）を率いる。
Dr.ヘルが落石で粉々になっていた古代ミケーネ人の夫婦のミイラを、組み合わせてサイボーグ化した幹部。本人から見て右半身が女、左半身が男。ヘルの腰のバックルが輝くと頭部と首が締め付けられる仕掛けがあり、決して逆らえない（第3話）。胸に記憶用小型コンピューターが組み込まれているため、記憶力は抜群。武器は手に持つ「バードスの杖」から発するレーザー光線で、その威力は関節部に当たったとはいえアフロダイAの片腕を吹き飛ばすほど強力である（第54話）。また、子供や体の弱い人間を人質にとったり（第21、23話など）、人の不幸や弱みにつけこむ（第26、51話）といった、作戦遂行のためには手段を選ばない冷酷さを持ち、女性に変身して人心を惑わし扇動したり（第7話）撹乱する作戦を得意としている（第7、36、63話）。また、光子力研究所を砲撃するために、旧日本陸軍の兵器ガレン砲とマグダム火薬の在り処を探り当て発掘するという執念と行動力も見せた（第11話）。一方で甲児とさやかの口喧嘩で発した自分を例えに用いた罵倒を聞いて、慎重に行っていた任務を強行するなど感情的になる面もある（第52話）。機械獣や鉄仮面軍団を操って数々の作戦を指揮しているため、さやかからも初期の頃の実行部隊のリーダーと認識されていた（第17話）。
ヘルへの忠誠心は厚いが、油断や慢心や功名心からマジンガーZに敗れ続け、作戦に失敗しては「申し訳ございません…Dr.ヘル」とヘルに土下座することもしばしば。最後はブロッケンとの反目の末にヘルの元を飛び出し、ゴーゴン大公の支援を受けて単身マジンガーZに挑み、ブードで特攻して壮絶な戦死を遂げた。ヘルはその死に涙し死後、地獄城にあしゅらの銅像を建てるほどであった（第78話）。
デザイン原案は石川賢。原案ラフ画では不気味な男二体の合成だったが、後に永井豪が右半身を女性に変更した。
アフレコにおいては当初は柴田と北浜が互いに張り合って台詞を喋るため、なかなか口パクが合わず、大竹が「柴田が先に声を出して、それに追随するように北浜が喋ったらどうか」とアドバイスしたと言う。柴田が手に持ったシナリオを軽く振り下ろすのが、同時に声を出す合図であり、『マジンカイザー』の頃も同じ方法であった。
ブロッケン伯爵
声 - 滝口順平
第39話から登場した、元ナチスの鬼将校。爆風で吹き飛ばされた首を自ら拾い上げて走った、という武勇伝を持つ。ナチスに招かれていたDr.ヘルの手でサイボーグとして甦り、戦後は彼の部下となる。プライドが極めて高く、性格は残忍で卑劣（第40話ほか）。首が胴体から離れており、大抵の場合はその首を脇に抱えているが、反重力装置の働きで首だけで浮遊し飛び回ることも可能。胴体は脳波感応器で操られるが、ある程度は自律して行動をしている姿が見られる（第58、60、77話など）。武器は腰のサーベルと拳銃。
飛行要塞グールを指揮し、鉄十字軍団を率いる。あしゅら男爵とは仲が悪く、協同作戦であっても互いの足を引っ張り合う事もしばしばであった（第42、47、54、60話ほか）。ただし、あしゅら男爵が戦死した際には鉄仮面軍団、鉄十字軍団に敬礼を促したり（第78話）、あしゅら男爵の仇討ちに対するゴーゴン大公の協力を「身内の問題」として一度断る（第79話）などといった意外な面も見せている。基本的にDr.ヘルには忠実だが、マジンガーZに対する敗北が続いたことにDr.ヘルが取り乱した時には失望や不信感を見せたこともある（第68話）。
また、ゴーゴン大公に意見しては首をムチではたかれる場面が再三見られた（第72、82、84話ほか）。第82話では奪ったマジンガーZを操縦したが、まともに動かせない内に甲児に奪回されるという大失態を演じている。最後は飛行要塞グールでヘルと共に地獄城を脱出したものの、Zの猛攻によってグールを撃破されヘルともども死亡した（第91話）。
デザイン原案は永井豪。あしゅら男爵が縦割りだったので、ブロッケンは横割りになったとのこと。
ピグマン子爵
声 - 矢田耕司
第83話より登場した新幹部。別名・「妖怪参謀」。屈強な大男（マサイ族）の体の首から上の部分に、超頭脳を持った小男（ピグミー族）の上半身が生えている（この二つの体はそれぞれ分離して行動することも可能）。自身の戦闘力が極めて高いため、特に配下や移動要塞を持たず専ら単独で行動する。「ケーケケケケケケ」と甲高い不気味な声で笑い、全身に火炎を纏って攻撃（第83話）・口から数千度の火を吹く（第83、85、87話）・目から催眠光線を放つ、手に持つ電撃ヤリ（第83、87話ほか）・盾を回転させての突風（第83話）・分身・テレポート・妖術・幻術（第85話）など、人間離れした多彩な能力を駆使して甲児らを大いに翻弄した。盾は防御のみならず投擲して攻撃にも使う（第85話）ほか、飛行能力があるため上に乗って空を飛ぶこともできる（第86話）。自ら投げた槍に飛びついてそのまま飛んで行ったこともある（第83話）。第87話に至っては、何の補助も無く自在に空中を飛び回って見せた。槍は一本と限らず何本でも取り出せるらしい（第87話）。
野心が強く、ヘルに対する忠誠心が薄い。第87話で光子力研究所の単身乗っ取りに成功するもヘルを裏切り、最後はZのマジンパワー光子力ビームを浴びて爆死した。その頭部は爆発後に五重塔の先端へ刺さり“晒し首”となった。
永井豪による漫画版では『テレビマガジン』連載第11回に登場するが、出番はそれっきりで、ドクター=ヘル亡き後の消息は描かれていない。なお、後の改訂版ではドクター=ヘルの組織壊滅後のエピローグに、甲児が見た悪夢に現れた新幹部として描かれており、どうやら実在しない人物と解される。
鉄仮面軍団
声 - 矢田耕司、山田俊司、緒方賢一、井上和彦 他
あしゅら男爵率いる、サイボーグ戦闘員。古代ローマの兵士をモチーフにしている。パワーは人間の5倍もあり、ライフル弾の直撃にも耐え得るとされるが、実際のアニメ本編では甲児たちに格闘で負けるなど、それほど常人より強靭には描かれていない（第11、13、16、37話ほか）。頭から被っている“鉄仮面”は頭蓋骨代わりとなっており、外すとその下は脳髄が剥き出しになっている（第30、34、37話ほか）。
鉄十字軍団
声 - 矢田耕司、山田俊司、緒方賢一 他
ブロッケン伯爵率いる、サイボーグ戦闘員。ナチスの兵士をモチーフにしている。意外にも元からブロッケンの配下だったわけではなく、第40話にて飛行要塞グールとともにDr.ヘルから初めて引き渡されている。軍団は常時3,000名で構成されており、その中でも500名のエリートが落下傘部隊に属する。一部の人員は鉄仮面を改造したらしい。

#### ミケーネ帝国
詳細は『グレートマジンガー』を参照。
ゴーゴン大公
声 - 加藤修
第68話から登場したミケーネ帝国の先遣隊。身長2.2m、体重480kg。虎の（腰に近い）背中から人間の上半身が生えている怪人で、反重力装置で空を駆けることもできる（第72、78、89、92話ほか）。武器は手に持つ電磁ムチと下半身である虎が有する鋭い牙と爪。サイボーグである虎は別個に自我を持っているらしく、ムチはそれを操るために振るわれるほか、その先端から発せられる電撃は、ダイアナンAやボスボロットを行動不能に追い込むほど強力（第88話）。バードス島に遺されていたミケーネのロボット軍団の確保に訪れた際に、兜十蔵を取り逃がした直後のDr.ヘルと邂逅し、世界征服で協力し合う盟約を結ぶ（第72話）。鳴門海峡の大渦の下に居を構えて、ヘルに協力し、機械獣よりも強力な妖機械獣を貸し与えた。しかし最終的にヘルからの援軍要請を黙殺、見殺しにする（第91話）。その後は引き続きミケーネの諜報員として、地上侵略の尖兵を務める。
マジンガーZが容易ならざる敵であることを帝国に伝えたが、さらなる強敵であるグレートマジンガーの存在までは知らなかった。そのため戦闘獣を率いてZを完膚なきまで撃破することに成功するものの、予期せぬグレートマジンガーの参戦によってミケーネ帝国の地上侵略は大きな蹉跌を来し、地上侵略の重大な障害となる新たなマジンガーの調査へと、その任務が切り替えられることになる。
Dr.ヘル配下の幹部同士の確執には局外者としてのスタンスを保つも、第78話ではあしゅら男爵の臨終を看取るなど情に厚いところも見せている。
暗黒大将軍
声 - 富田耕生
第92話に登場（第91話にもシルエットのみが出ている）。ゴーゴン大公の報告を受け、Dr.ヘルとの戦いを終えたZを倒すべくグラトニオスとビラニアスを出動させた。
闇の帝王
声 - 柴田秀勝
第92話に登場したミケーネ帝国の支配者。ゴーゴン大公と暗黒大将軍の口論中に雷鳴とともに割って入り、声のみで姿を現さずに地上侵略のための戦闘獣出動の指令を出した。

### 登場メカ

#### 光子力研究所
本来は無公害エネルギーである光子力の研究と開発を目的とする施設であり、設立されてから10年を迎える（第45話）。初代所長は兜十蔵博士であるが、光子力エネルギーと超合金Zの開発の成果をマスメディアに発表したことを機に（Dr.ヘルの襲撃に備えてか）弟子である弓弦之助教授にその座を譲った。弓教授は兜博士の意志を継ぎ光子力の平和利用の研究に没頭するが、ヘルの野望を知ってからはこれを挫くため、恩師・兜博士の孫である兜甲児と大いなる遺産マジンガーZに協力して戦うことを決心、研究所は事実上の平和を守る砦となる。その特徴的なデザインや内部構造・施設といったギミックの数々は、美術の辻忠直による。
マジンガーZは汚水処理場プールの地下に格納されており、アフロダイAやダイアナンAは研究所側面の格納庫から発進する。施設内にはこの他にマジンガーZ整備工場を始め、光粒子増殖炉、光子力エネルギー炉、太陽炉や光子力エネルギーによる農場、地下には超合金Z採掘場（第56話）と、超合金Z精製工場（精錬室）がある（第34話）。また、研究所の地下には光子力電波（第17話）や、電磁波・衝撃波（第89話）を放射する装置があり、地中の機械獣撃退に使用された。
もともと戦うための組織ではなかったが、外敵からの防御のため光子力バリヤーのほか、研究所を囲む複数の樹木の下に隠された8連装のロケット砲（第75話）や、地下から現れ鉄十字兵たちを蒸発させた2基の電磁波（砲）（第80話）など、わずかながら武器を備えている。他にも（ピグマン子爵に占拠されていた状況下ではあったが）地面がスライドして露出した無数の穴から光線を発射し、グールの着陸を阻止してみせた（第87話）。
幾度となく壊滅に近いダメージを被っているが、そのたびに不死鳥のように蘇り再建を果たしている。
マジンガーZ
『鉄（くろがね）の城』と謳われる搭乗型のスーパーロボット。設計開始から15年の歳月が費やされ、1972年10月10日に完成した。全長18m、重量20t。
兜十蔵博士の手によって、Dr.ヘルの野望を阻むべく別荘の地下で秘密裡に造り上げられていた。装甲は超合金Z、光子力エネルギーによる光子力エンジンで動く。
マジンガーZの出力は通常、多くの文献で65万馬力とされている。また劇中では第32話と第71話の2度「出力をアップした」との発言があるが、具体的数値は語られておらず、最終的な出力は不明。続編『グレートマジンガー』の終盤ではさらに強化され、ボディを超合金ニューZ化したとする説がファンの間では通説となっているが、TVアニメ版で装甲の換装やパワーアップについて言及されたことは無い（なお、続編の位置付けである『劇場版 マジンガーZ / INFINITY』におけるマジンガーZの装甲は超合金ニューZになっている）。戦闘能力はアメリカ海軍第7艦隊に匹敵する。
出撃に際しては「マジンゴー」のコールによって光子力研究所敷地内の汚水処理場の水を割ってリフトアップされ（第3話から）、兜甲児の乗るホバーパイルダー、もしくはジェットパイルダーが頭部に合体（パイルダーオン）することでコントロール可能となる。なお、その働きが描かれたことは無いが、頭の冠部分は電磁バリヤーとなっている（第18話）。
アニメーション上の演出として、Zの有する様々な武器をパイロットの甲児が手探りで模索しながら駆使し、折々にパワーアップ改造を施しつつ徐々に強化されていく手法が取られている。その最たるものが第34話より装備されたジェットスクランダーの存在である。当初Zは単独では空を飛べず、空飛ぶ機械獣に翻弄されるケースが多々見られたが、ジェットスクランダーとの合体（スクランダークロス）により飛行能力を得て弱点を克服した（詳細は“ジェットスクランダー”の項で後述）。
アニメ放送開始直後の数話は「手首から先が白く彩色されている（第2話）」「足の形状が角張っている（第4、8話）」「光子力ビームの色（第2、6、9、13話ほか）やブレストファイヤーの放射エフェクトがまちまち（第8、9、15、20話ほか）」といった作画の不統一があった。甲児も当初は技名を叫ばずに無言で武器を繰り出しており、第5話で「ブレストファイヤー」と叫んだのが初めて。また、顎の部分の詳細な設定が無い。
作中で描かれる季節や行事が実際の放映時期とシンクロしていることから、オンエア期間がそのままリアルな戦闘期間と思われ、実に2年近い長期を戦い抜いた。そのためにオーバーホール（綿密なメンテナンス修理）が行われるエピソードも存在する（第54、58、59話）。ついにはDr.ヘルの攻撃を退けたものの、最終回にて甲児のコンディション不良や修理不足も相まって、ミケーネ帝国の戦闘獣の前に歯が立たずに完敗を喫し、大破する（第92話）。その後、ミケーネとの戦いをグレートマジンガーに託すが、終盤になって戦線に復帰して（『グレートマジンガー』第53話）勝利に多大な貢献をすることとなる。
団龍彦の小説作品『スーパーロボット大戦』では闇の帝王たちの策略により、遠い未来で本物と全く同じ性能を持つレプリカのマジンガーZを未来に飛ばされた甲児が手に入れるように仕向けられた。その事実が示唆されるまで、甲児たちはこのマジンガーZがレプリカであることに全く気付かなかった。現代に残されたオリジナルのマジンガーZはゴッドマジンガーに改造されることとなる。
武装
ロケットパンチ
マジンガーZの代名詞とも言うべき超合金Zの空飛ぶ鉄拳。
前腕部が分離し、遠隔操作で自在に飛び回って敵を攻撃する。光子力ロケットによる飛行速度はマッハ2、有効射程は2km。発射後は指からの逆噴射で再度腕に戻る（初期オープニング映像、第2、6、7話ほか）。中盤以降は、後部のロケットを噴射したままバックで腕に戻ることが多くなったが、逆噴射の機能が失われたわけではないらしく、第30話や73話で指先からジェット噴射しているシーンがある。第8話ではグレートマジンガーのアトミックパンチのように、回転しながら飛んで行く様子が描かれている。第19話では、空飛ぶ機械獣を引きずり降ろすためにチェーン付きで発射された。
強化ロケットパンチ
第54話で1度のみ使用された。
超合金Zの耐用期限が迫ったことで、光子力エネルギーの残量がわずかとなったマジンガーZのパワーを補うために、急遽開発されたロケットパンチの強化版。本来は全身の超合金Zを新しいものに換装すべきところであったが、敵襲でその猶予がなかったための窮余の策であった。結果的に両腕の製作が間に合わず、右腕のみの一発勝負となったものの、機械獣ジェイサーJ1を撃破している。
外観は拳が白く、手首にリング状のパーツが付属している。
アイアンカッター
第59話から登場したロケットパンチの強化版。考案者はもりもり博士。
前腕部から左右に飛び出す厚さ20cmの斧状の刃（超合金カッター）で敵を切り裂く。『INFINITY』では刃を腕を付けた状態でも使用している。
第75話では「ロケットパンチ」の掛け声でアイアンカッターを発射している。
大車輪ロケットパンチ
第72話から登場したロケットパンチの強化版。終盤以降はブレストファイヤーと並ぶ決め技として多用された。
マジンガーZの全動力を停止してエネルギーを腕部に集中させ、腕を風車のように回転させて発射する（第72話）。回転による遠心力に加え、光子力ロケットが強化された新設計の腕となったこともあって、その速度はマッハ3に達し、威力はロケットパンチの3倍となった。
ジェットスクランダー装着時は横向きに腕を回転させていたが（第76話）、スクランダーの翼を後方に折りたたんで干渉しないようにすること（第78話）もあれば、（作画の嘘で）まったく問題なく回転させて発射することもある(第88、91話ほか）。また、第87話ではグレートマジンガーのアトミックパンチのように、腕が回転しながら飛んで行く様子が描かれている。

光子力ビーム
両目から放つ破壊光線。決め技としてはブレストファイヤーに次ぐ。
有効射程は500mであり、その威力はTNT火薬10トン分に相当する。水中では光が屈折するためビームが拡散してしまい、まともに効果を発揮できない欠点があったため、水中でも使えるようにレンズの改造を図ったが失敗している（第22話）。その後も水中で使えるようになったという明確なエピソードや説明は見当たらない（第84話では「海の中では陸上ほど効果が上がらない」と言いつつ光子力ビームを放っている）が、第85、86話では普通に水中で使用しており、威力が落ちてしまうのを承知の上でのことか、あるいは改良がいつの間にか済んでいたのかは定かでない。
第87話ではマジンパワーでエネルギーを集中・強化した光子力ビームで、ピグマン子爵を倒している。
ブレストファイヤー
胸の放熱板から有効射程距離1kmに及ぶ3万度の熱線を放ち、敵を溶かす。強力なだけにエネルギーの消耗が激しく、長時間の使用はマジンガーZのオーバーヒートを招く。
決め技としては最多を誇る。水中では使えない武器であり、使えるように改良されたという明確なエピソードや説明は見当たらない。第86話でも発射はしたものの効果が無く「海の中じゃ全然ダメだ」と甲児が嘆く様子が描かれている（その一方で後期オープニングでは海中で発射して、水中の機械獣部隊を一掃する演出が為されている）。
第3話では放熱板からブレストファイヤーを応用したバリヤーを展開し（映像を見る限り、バリヤー自体は全身から発しているように描かれている）、グロマゼンR9のイオン光線を跳ね返したが、以降は使用されなかった。
ブレストファイヤーの発熱板はZの全身で最も硬いパーツとのこと（第52話、せわし博士のセリフより）。
ルストハリケーン
正面の口のスリットから金属を腐食させる強力な酸を混合させた強風を出し、敵を瞬時に錆び朽ちさせる。左右のスリットは吸い込み口にあたるが、初期にはすべてのスリットから噴射する描写も見られる（第2、6、13、16、17、35、61話など）。
水中では使えない武器であり、使えるように改良されたという明確なエピソードや説明は見当たらず、第86話でもブレストファイヤーに続けて発射はしたものの、ともに効果が無く「海の中じゃ全然ダメだ」と甲児が嘆いている。
消火液
第7話でのみ使用。ルストハリケーンと同じく口の正面3本のスリットから放出する。

ミサイルパンチ
腹部から発射するミサイル。10秒間に40連発が可能で、TNT火薬100トン分の威力を有する。
マジンガーZの体内で製造しており、材料が尽きるまで連続発射が可能（とはいえ無尽蔵な訳ではなく、第39話ではあしゅら男爵に「ミサイルを撃ち尽くした」と指摘されている）。使用時は「ミサイル発射!」と呼称することがほとんどだが、初期の頃ほど「ミサイルパンチ!」と叫ぶこと（第12、14、21、25、37、45話ほか）も多い。
ジェットスクランダー装着時でもジョイントを左右に開いてずらすことで発射可能（第52、76話）。第92話では菱形の結合部分のみが左右にスライドして開いて、第37話では菱形の結合部が中央からそのまま菱形状に外側へスライドして開いて発射するという、珍しいギミックを見せた。
ドリルミサイル
第60話から登場、三博士が極秘でセットした追加装備。
両腕の肘関節を90度開いて折り曲げて断面を露出させ、片腕につき6門（計12門）備わった発射口から、ドリル状の小型ミサイルを連射する。1発1発の威力こそ弱いものの、毎秒2万回という高速で回転しマッハ3の速度で撃ち出されるミサイルは、敵の装甲を突き破る貫通力に優れるため、斉射・連射することで絶大な効果を発揮する。
冷凍光線 / 冷凍ビーム 
耳の突起（レーダーアンテナ部）から放つ零下180℃の光線。第71話から使用された追加装備。アニメ本編での掛け声は一貫して「冷凍光線 、発射!」だった。永井豪による漫画版では使用されておらず、装備されているかどうか不明。
マジンパワー
一瞬にパワーを集中させて本体、武装共に驚異的な力を発揮する一時的な出力増幅機能で、グレートマジンガーにも備わったマジンガーシリーズ共通の機能。第29話で初披露。その後、第72、78、87話などでも使用されている。なお、甲児は発動時には「マジンパワー!」と叫んでいる。また、永井豪による漫画版でも使用されている。
スーパーロボット大戦シリーズでは、武装ではなく気力が一定以上で発動する特殊能力であり、与えるダメージが増える。
フィンガーミサイル
第10話でのみ使用。両手すべての指先の、先端から第一関節までを小型ミサイルとして発射可能。右手から放ったフィンガーミサイルは機械獣ダイアンN4の“空飛ぶ鉄腕”にすべて迎撃されてしまうが、アフロダイAの放ったミサイルにダイアンが気を取られた隙に、続けて発射された左手のミサイルの1本がダイアンの口中に飛び込んで爆発四散させた。
高圧電流
第46話でのみ使用。機体に取りついたブラザスS1・S2に対し、全身に高圧電流を流すことで撃退した。マジンガーだけでなくアフロダイAも高圧電流を放電することができる（第45話）。
アームミサイル
ドリルミサイル装備以前に上腕部に内蔵されていたとされる、核爆弾並みの威力を持つ小型ミサイル。アニメ劇中では一度も使用されたことはないが、前期エンディング映像や第6、15、18話などでのマジンガーZの内部構造には描かれていた。
なお、永井豪による漫画版では、ゴードンとの戦いにおいて“アームミサイル二段うち”と称して、また桜多吾作によるコミカライズでも何度か使用されている。
ジェットスクランダー装備時
スクランダーカッター / スクランダーカット
ジェットスクランダーの鋭利な翼で敵を両断する技。劇中の掛け声では一貫して「スクランダーカット!」と叫ばれている。
なお、後の『マジンガーZ / INFINITY』では、スクランダーカットとスクランダーカッターを別の技として区別している。
サザンクロスナイフ
第73話から登場した追加装備（永井豪による漫画版では使用されておらず、装備されているかどうか不明）。
ジェットスクランダーが改良された際、同時に付け加えられたもので、直径2mの超合金Z製の十字手裏剣を、両翼の前縁部の発射口計6門から連射する 。

マジンガーブーメラン
胸の放熱板を外し、敵に投げつける技。映画『UFOロボ グレンダイザー対グレートマジンガー』の回想シーンにのみ登場するが、同シーンにおける一連の描写はDr.ヘルの最期などを含め、TVアニメ『マジンガーZ』本編とは一致しない。
光子力ロケット（光子力ロケット噴射装置）
第18話で水中戦闘に対応するために、ゴードン博士・リサ博士親子により足の裏に追加された装備（永井豪による漫画版では、最初から足の裏にロケット噴射口がそなわっており改造せずとも泳げる）。これにより水中を20ノットで進むことができるようになった。初装備当初は足裏のシャッターが開いて1つの噴射ノズルが露出する形だったが、第22話では足裏にある3つのノズルからロケット噴射する様子が確認できる（第27話ではまた噴射口が一つに戻っており、描写が徹底されておらず、回によってマチマチな模様）。また、空中でもジャンプの補助用として活用できるため、スクランダークロスの際にもたびたび使用される（なお、後年の『マジンガーZ / INFINITY』の小説版には、マジンガーZがスクランダークロスのために脚のバーニアを噴射して、高度200メートルまで上昇する描写がある）。
マジンキック / マジンガーキック
飛び蹴り。マジンキック（第58、83話ほか） とマジンガーキック（第35、42話ほか）、両者の違いは不明。
アンチウェーブバリヤー
対レイヤスD5用にせわし博士が開発した超音波防御装置で、マジンガーZの全身をバリヤーで包んで超音波攻撃を遮断・無効化する。第85話のみ使用。
電磁波
両手の指先から発射する電磁波。第77話で光子力研究所の真下に潜った機械獣ブラスターA7に対して、地上の大穴から地下へ向けて放射し、地上に追い出すことに使用した。

ジェットスクランダー
世界的なロケット工学の権威であるスミス博士のアドバイスの元（第33話）、弓教授が開発したマジンガーZの飛行用オプションユニット。重さ1トン、左右合わせた翼の長さは18メートル。ジャパニューム（出典原文ママ）エネルギー=タンク、光子力ロケットエンジン、光子炉を内蔵し、光子力エネルギーで動く。初期はZ（ゼット）スクランダーとも呼ばれていた。
ジェットスクランダー使用時のマジンガーZの最高飛行速度はマッハ3（マッハ2.3を超えると空気抵抗を少なくするために翼が後退する）、限界高度は2万m（以上、第41話）。ジェットと名が付いてはいるが実際にはジェット推進ではなく、光子力ロケットエンジンを推進器とするため、海中でも問題なく運用可能（第78、84、86、91話ほか）。エンジン出力は非常に高く、右エンジンが完全破壊された片肺飛行でも、安定性が悪いものの機動空戦を展開しており（第50話）、また、切り離したその推力で電磁網による拘束を切り破ったりしている（第57話）。パイルダーのダッシュボードのボックス内に誘導装置が収納されており、通常はこれを通じて「ジェットスクランダー!」のコールでマジンガーZの元に呼び寄せられていると思しき描写から、音声認識の機能を持つ可能性がある（第62話）。この誘導装置がOFFになっているときは、光子力研究所から遠隔操作することもできる（第62、82話ほか）。合体前のスクランダーとZとで連携することも可能で、第87話では遠隔操作でサザンクロスナイフを放って地上のZを援護してみせた。また第77話ではマジンガーZとは離れた場所において、スクランダー単独でグールを迎撃し、サザンクロスナイフを発射するなど空中戦を展開したりもしているが、これが自立的な行動なのか遠隔操作によるものなのか劇中の描写からははっきりしない。

ホバーパイルダー
兜十蔵博士が開発した、マジンガーZの操縦席となるエアクラフト機（小型戦闘機）。長さ（全長）3.1メートル、重さ（重量）320キログラム、材質は超合金Z、動力は光子力エネルギーで馬力は8,500馬力、最大速度は時速320キロメートル、上昇速度は時速25キロメートル、最大高度は9,000メートルである。また、全幅は2.8メートル、全高は1.4mとされる。　
垂直離着陸機でもあり、ホバーファンのついた両翼を上方に折りたたみ（「ホバー・セット」）、「パイルダーオン」の掛け声と共にZの頭部に合体してコクピットとなる。パイルダーオンやオフの時のために、機体下部には小型ロケットエンジンが二基搭載されている。武装は超小型ミサイルと小型レーザーガン。なお、永井豪の漫画版では、兜十蔵が次々とバイクを買い与えてくれたのは、パイルダーの操縦感覚を養わせるためだったのではないかと甲児が思い返す描写がある（漫画版のパイルダーの操縦悍はバイクのハンドルそっくりである）。初期のマジンガーZのデザインではオートバイが操縦席として合体することになっていたが没になっており、永井豪は後にその未練が漫画版でのバイクシーンの多さになっていると述べている。
第69話で妖機械獣グシオスβIIIの溶解光線によって大きなダメージを被り、再起不能になってしまった。
ジェットパイルダー
弓教授らによりホバーパイルダーの後継機として急遽開発された垂直離着陸機。長さ（全長）3.2メートル、重さ（重量）360キログラム、材質は超合金Z、動力は光子力エネルギーで馬力は20,000馬力、最大速度はマッハ3、上昇速度は時速120キロメートル、最大高度は15,000メートルである。全幅は5.8m、全高は3mになる。
第71話から登場し、操縦席やキャノピー周りの基本的なスタイリングは変わらないが、パイルダーオンの際などには引き込まれる伸縮式の可変翼が装備され、機体左右に搭載された光子力ジェットエンジンは通常飛行時は後方に噴射、垂直離着陸時には90度回転し下方への噴射を行う。また、緊急時に使用する巨大な後部主噴射孔によって、最高飛行速度はマッハ3までアップした（第71話）。燃料は液体状態の光子力エネルギー。垂直尾翼にはZにドッキング時も使用可能な後方視認用の眺望鏡がセットされ、操縦機としての性能もホバーパイルダーより向上している。パイルダーオン（合体）・パイルダーオフ（離脱）の際には、パイルダー本体の底部にあるファンで上昇下降が行われる。武装はパイルダーミサイル（光子力ミサイル）、パイルダービーム、パイルダー機銃。パイルダーミサイルは左右の回転式ジェットエンジンの先端部に装備されており連発式（第88話など）。ホバーパイルダーのものより大型で、マジンガーZのミサイル=パンチと同じ威力がある。パイルダービームはZの光子力ビームの小型版で、ヘッドライトの両側の発射口から放つ。パイルダー機銃は操縦席の頭上に備え付けられた20ミリ機銃で、同じ発射口からビームを放つこともできる。ジェットパイルダー自体の戦闘力がホバーパイルダーに比べてかなり高いため、初登場の第71話ではスクランダーが改造中で空を飛べないZからいったん分離し、妖機械獣ユニコーンΣ2の翼をパイルダービームで壊して飛行不能にした上で、Zに再ドッキングする戦法を見せている。
「ジェットパイルダー（ゴー）!」との呼びかけに応じて甲児の元に無人で飛来する描写もある（第73、87話）。
永井豪による漫画版でも、ホバーパイルダーが使用不能となる描写こそないものの、パイルダーはジェットパイルダーに交代となっている。ただし作画面においてはほとんどのコマにおいて、Zの頭部にはホバーパイルダーが描きこまれており、正しくジェットパイルダーが作画されていることは稀である。
なお、ジェットパイルダーの登場とともにZ本体も耐久力と出力の増強が施され、大幅に強化されたが、具体的な数値は示されておらず詳細は不明（第71話）。
カブト号
名称は玩具のもので、劇中では使用されていない（設定での呼称は「甲児のオートバイ」。ポピー(現・バンダイ ボーイズトイ事業部)が発売したポピニカは「兜号オートバイ」と表記）。
甲児が愛用するオートバイで『UFOロボ グレンダイザー』にも登場する（『グレンダイザー』第47、65話ほか）。ピグマン子爵に光子力研究所が乗っ取られた際に、来日していたワトソン博士が密かにカブト号に取り付けたバリヤー突破光線により、光子力バリヤーを破って研究所を奪還したエピソードがある（第87話）。放映当時はヘルメットの着用が義務付けられておらず、甲児はもっぱらノーヘルで運転していた。
アフロダイA
弓教授がジャパニウム採掘のために建造した（第2話）女性型の非戦闘用ロボット。全高16m、重量18t。弓教授の娘・弓さやかが操縦。コクピットは分離せず専用格納庫で後頭部のハッチから乗り込む。採掘用にしては細身で5本指のマニピュレーターを持つ。
永井豪によれば、漫画版における頭部のデザインは中世の帽子を被った貴婦人をモチーフにしており、そのため操縦席が異様に大きかったが、アニメ化に際しては作画監督羽根章悦によってリファインされた。コクピット部はガラス部が広く視界良好な反面、割れるなど破損し易いため、攻撃を受けたさやかが負傷する場面が何度かあった（第6、16、29話ほか）。
Dr.ヘルによる侵攻が始まってから急遽武装された（第4話）ためか、胸のミサイルは規格が一定していなかった。さやかは完全な戦闘用への改造を望むが、甲児や弓教授らに却下されている（第8話）。非戦闘用機のためZのサポートメカとして、機械獣の武装や戦法などを身を持って実証する小手調べの役割を担うことがほとんどであるため、攻撃を受けて破壊される頻度が高く、腕や脚を失ったり胴体を真っ二つにされたこと（第44話ほか）さえある。
光子力で駆動し、最高出力は12万馬力。装甲は超合金Zで覆われている（第41話）。
第74話でZをかばって妖機械獣ハルピアπ7の羽根ミサイル攻撃を全身に受け大破、残骸はZのルストハリケーンで葬送された。
非力ながらも健闘しており、ミネルバX（第38話）・ガンビーナM5（第49話）・ユーバリンT9（第56話）をいずれも光子力ミサイルで倒している。なお、シナリオではダイアンN4もアフロダイが倒す予定だった。
第45話ではマジンガーZに吸着した磁力盤を、両手を合わせて放電させた高圧電流で引き剥がしたほか、第70話では指先からバーナーを出して、ダメージを受けたボロットの傷を溶接する描写がある。
武装
光子力ミサイル（アフロダイミサイル）
地質調査用のミサイルを転用した武装（第4話より）。両胸から発射するため俗称「オッパイミサイル」ともされるが、永井豪による漫画版やTVアニメ劇中でその呼称が使われたことはない（KCコミックス『グレート・マジンガー』第1巻の描き足し部分で、ゴードンに対してビューナスAに乗った弓さやかが「オッパイミサイル」と言っているシーンはあるが、改訂版ではそのシーンそのものがカットされた）。敵に対して効果がないことも多い。当初は左右各1発のみだったが、後に第60話で連射可能に改良される。発射の際の掛け声は「ミサイル発射!」。第32話ではミサイルではなく気象観測用の宇宙ロケットを改良したものを装填し、マジンガーZはその発射されたロケットを両手に1基ずつ掴んで飛行したことがある。永井豪の漫画版においては、週刊少年ジャンプ連載時は胸の左右でカバーが観音開きになり、内部から小型のミサイルが飛び出すという描写がされていたのに対し、テレビマガジン連載時には胸がそのまま弾頭となって発射されるという、TVアニメ版に準拠したものに変更されている。

ダイアナンA
弓教授が建造した女性型戦闘サポート用ロボットであり、第76話から登場するアフロダイAの後継機で、同じくさやかが搭乗する。全高16m、重量18t。
全体的にアフロダイよりも、ミネルバXを意識したかのようにマジンガーZに近いデザインとなり、武装も増強された。
スカーレットモビルというバイクがコクピットになる。出撃の際は、さやかの「ダイアナンA・ゴー!!」の声で光子力研究所の格納庫より姿を現し、「オーロラ光線・発射!!」の声で後頭部より虹状の七色の光線がスカーレットモビルの手前に向け発射され、その上を橋を渡るように登って頭部まで走行してドッキングする。オーロラ光線は眉間のホクロ状の部分からも発射でき、スカーレットモビルが降りる際に使用される（第81話）ほか、前方から登ってドッキングをすることにも使用可能（第77、79話ほか）。その場合、スカーレットモビルは頭頂部にたどり着いたら180度回転して前方を向く。
光子力で駆動し、超合金Z製のボディーを持つ。最高出力は（アフロダイAと同じく）12万馬力。出番が終盤近くということもあってか、戦闘用の割に戦果はアフロダイを下回り、勝利したのは第89話のギラニアβ5だけであった。なお、『グレートマジンガー』終盤に再登場した時にパワーアップや超合金ニューZへの換装が施されていたかどうかは、劇中や各媒体の記事においても言及されたことが無く不明。
映画『マジンガーZ対暗黒大将軍』ではボディのカラーリングが一部異なっている。
武装
スカーレットビーム
スカーレットモビルのカウル中央部分から発射する破壊光線。渦巻状のビームであるが、第89話でギラニアβ5にとどめを刺した際など、直線的な光線として描かれることも多い（第82、87、91話ほか）。劇中、妖機械獣のボディの一部を破壊する場面もある。スカーレットモビルのみの状態でも使用可能（第80話）。
光子力ミサイル（ダイアナンミサイル）
連発可能でアフロダイのものと基本的には同じだが、終盤の敵には全く通用しなかった。発射の際の掛け声はアフロダイのときと同じく「ミサイル発射!」。

ボスボロット
本来はボスロボットであり、ボスボロットは愛称である。全高12m、重量95t、出力12万馬力、走行速度120km/h。
ボスが専用ロボット欲しさにもりもり・のっそり・せわしの三博士を恐喝し、拉致監禁して建造させたロボット（第48話）。材料が自動車等のスクラップだったということもあり、たった一日という驚異的なスピードで完成。大型ダンプカーのようにハンドルを回して操縦する。頭部の口に相当するスリット部分が乗降口になっているが、贅沢だという理由で扉もガラスも装備されておらず、操縦席は吹きさらしである。内部に座席などはなく、半畳の畳1枚を敷いた縁台が操縦席になっている。室内はかなり広く作られており、ボスたち3人が乗っても空間には大きな余裕がある。またインテリアとして後部壁面に柱時計があり、座席脇のレーダースクリーンのケーシングは和式便器、その隣には中古のテレビを流用した無線通信のモニター、レバー部分の土台としてガスコンロが置かれ、配電盤の蓋は冷蔵庫のドア、天井から伸びる伝声管は掃除機の吸い口とホースを流用するなど内部にもリサイクルの精神が行き届いている。基本材料がスクラップなせいで、総合的なスペックはマジンガーZはおろか、アフロダイAにさえ劣り、甲児や、さやかにも酷評される（第49話）。しかし三博士の腕は確かで、スクラップでできているにもかかわらず出力は12万馬力と強力であり、もりもり博士は「――だが力だけは強いぞ、マジンガーZに勝るとも劣らん」とも述べている。事実その攻撃力で妖機械獣サーペンターI6（第75話）と機械獣ブラッキーF7（第80話）を結果的に撃破している（映画『マジンガーZ対暗黒大将軍』でも、戦闘獣ダンテを偶然とはいえ不意討ちで倒している）。当初は単なるギャグメーカーで、敵の罠にかかりZの足を引っ張ることもあったが、次第にZのサポート役としての地位を確立し、勝利に貢献していく。またコメディリリーフとして表情豊かな頭部がポロッと外れるというギャグも再三にわたって披露。Zに張り合おうと空を飛ぶことへ執拗に挑戦しては失敗を繰り返していた（この芸風は次作『グレートマジンガー』へも受け継がれ、遂に『グレート』第25話や第43話にて悲願を達成している）。
武装は主にその怪力のみ（『スーパーロボット大戦』シリーズには「ボロットパンチ」という武装があるが、単に殴っているだけである）。完成当初、ボスはマジンガーZと同じような武器がボロットに取り付けられていると思っていたが、もりもり博士から「ブレストファイヤーを使えば熱に耐えきれず溶けてしまう」「ロケットパンチを撃つと反動でバラバラになる」「光子力ビームは光子力研究所のエネルギー不足で」等、強度の問題と光子力研究所の都合で武器は一切取り付けられないと言われてしまう（第48話）。それでも日々、新兵器の開発に余念がないボスによって、第81話では腹部からロケット弾を発射したほか、第84話では頭が下に折れて首の付け根から、第85話ではミサイルパンチのように腹部が開いて、第86話では両足の裏から、それぞれタイプの違う魚雷を発射する機能を見せた。
通常はガソリン（ハイオク）を燃料にしている（第55話）が、「どんな燃料でも動くように設計されている」（ムチャのセリフより）という特徴を持つ。実際にヌケとムチャがパイルダーから光子力エネルギーを盗んでボロットに注入してしまい、甲児がパイルダーオフして補給に戻った隙にマジンガーが強奪される、というエピソードがある。（以上、第73話より）
ボスに代わってヌケとムチャが操縦したこともある（第71、74話など）。また、第75話ではボスらと共に、アフロダイAに代わる新たな機体が未完成で出撃できないさやかが同乗している。
次作『グレートマジンガー』へも全話にレギュラー出演し、さらに『UFOロボ グレンダイザー』にも2回ゲスト出演したことにより、東映マジンガーシリーズ3作全てに出演し本編中で活躍した唯一の機体となった。
児童層への人気も確かな物があり、真樹村正によるコミカライズで『ジャンジャジャ〜ン ボスボロットだい』『おなり〜っ ボロッ殿だい』など、ボスボロットを主役に据えたスピンオフ漫画が『テレビマガジン』に連載された。
永井豪による漫画版では誕生の経緯やお披露目エピソードの類は無く、テレビマガジン連載第4回より何の説明もなく初登場している。
「スーパーロボット大戦」シリーズでは性能が軒並み低く設定されている。特に旧作品では射程1でしか攻撃できないという致命的な弱点があった。しかし、使われている材料がスクラップのおかげで撃墜された時の修理費が作品で一番と言えるほどの安さを持ち、PS2以降の作品では性能が見直され、旧作品よりはずっと戦える性能にはなっている。また、『スーパーロボット大戦EX』ではシュテドニアス軍に「他に使い道がないから」と補給装置が搭載され、以降の作品で世界観等を共有してなくてもボスボロットに補給装置（作品によっては修理装置も）が搭載されている。
ゲーム『新スーパーロボット大戦』にはボスボロットを宇宙で活動できるよう改造した「スーパーボスボロット」が登場している。しかしダイナミックプロにデザインを発注した後、『スーパーロボット大戦F』で監督を務めた阪田雅彦からボスが宇宙服を着ればいいと指摘され、以後のシリーズ作品には登場しなくなった。
ボスボロットの基本デザインは、当時の講談社、月刊『テレビマガジン』誌上で、一般公募された物を基にしているとされていたが、漫画『激マン!Z&グレート編』第5話にて明かされた裏話によると、実際には「募集が集まるのを待っていてはアニメ製作 間に合いませんので」という理由でボスボロットは最初から永井豪のデザインで決定しており、公募は作品を盛り上げるためのイベントでしかなく、デザイン案としては反映されていなかったことが語られている。永井豪はこの件に関し、漫画誌面上で「これに応募した憶えのある人 ゴメンね…？ 君がはずれたのはデザインが悪かったせいではないので…自信を持ってネ」と詫びている。
重戦車Z
劇中では“特殊戦車”と呼ばれている（第70話）。元々は玩具「ジャンボマシンダー」の台座オプションとして発売された商品（名称には“ミサイル要塞”の冠が付いていた）に過ぎなかったが、スポンサーの要望により作品中でも活躍する運びとなった（第62話）と言われる。玩具では一人乗りだったが、第70話では2人乗りであった（なお、後の『劇場版 マジンガーZ / INFINITY』に登場した重戦車Z改は4人乗りとなっている）。武装は車体上部や前面の各種ミサイル。車体底部には削岩機、上部には二本のマニュピレーターを格納しており、第70話ではこれを使って（みさとによる操縦で）ミサイル地雷の敷設に従事した。同じく第70話では新パイルダーの開発中で出撃できないZに代わって甲児が操縦し、妖機械獣ミノスΜ7を地雷原に誘い込んで爆破するという殊勲を挙げている。
さやかのVTOL機（正式名称不明）
主にさやかが連絡や移動に使用する小型の垂直離着陸機（第22、39、43、64話ほかに登場）。みさとが操縦した第64話や第70話ではヘリコプターと呼ばれているが、第43話では機体中央下部からジェット（もしくはロケット）噴射をして垂直離着陸している描写がある。3本の着陸脚は乗降時には縮み、（第39話のように足を引き込んだまま飛ぶこともあるが）飛行時には伸ばしているという特殊な機構をしている。2人乗りタイプ（第22、39、70話）と4人乗り（第43、64話）のタイプがあるようで、推進には後方の翼のジェットを用いる。第70話では兜甲児が操縦して、妖機械獣ミノスM7を攪乱・誘導する働きを見せるが、あえなく撃墜される。
なお、後の『劇場版 マジンガーZ / INFINITY』にも、4人乗りタイプが登場している。

#### 科学要塞研究所
グレートマジンガー
第92話に登場。事故で死んだと思われていた甲児の父・兜剣造によって、対ミケーネ帝国の切り札として密かに造られていたマジンガーZの後継機。ミケーネの戦闘獣によって絶体絶命の窮地に陥ったマジンガーZと光子力研究所を救うべく、科学要塞研究所より出撃し、その圧倒的な戦闘力で敵を一蹴した。なお、パイロットである剣鉄也は、この日に備えて長年戦闘訓練を積んでいたプロフェッショナルではあるが、実戦という点ではこれが初陣であった。
兄弟機であるマジンガーZと同様に光子力をエネルギーとするが、装甲は超合金Zをより改良した「超合金N（ニュー）Z」となっており、戦闘獣の攻撃にもビクともしない強靭さを見せた。
詳細は『グレートマジンガー』を参照。

#### Dr.ヘルの地下帝国
バードス島
第59話までのDr.ヘルの本拠地。エーゲ海上に有る孤島で、古代ミケーネ帝国の遺跡が存在する。かつてヘルはここでミケーネの巨人ロボットを発見、そしてこの島を基地に改造した。内部には「司令室」（ブロッケン伯爵加入後は一新される）「機械獣製造工場」「機械獣格納庫」「幹部や戦闘員の居室」などが存在する。島の沿岸はサルードやブードの発着所、そして頂上は機械獣の能力テスト場になっている。また第40話からは「グールの格納庫」が新たに設けられ、島の一部が開いてグールが発進する。
Dr.ヘルの本拠地が地獄城となってからは放棄されていたと思われるが、第80話においてゴーゴン大公のバードス島作戦（マジンガーZ捕獲作戦）の舞台として再度利用される。
モデルはエーゲ海にある実在の島「ロードス島」で、企画段階は元より、設定画や初期の脚本でも「ロードス島」となっていたが、土壇場になってこの名称に変更された。
地獄城
第60話以降のヘルの本拠地。伊豆諸島の「魔の三角地域」と呼ばれる一帯（第88話）にある孤島「地獄島」を、建設用機械獣ジャイアンF3とタイターンG9を使って前線基地に改造した。全長3.5km、全高1.5kmの要塞化された島で、正面にはヘルの顔が刻まれている（永井豪の漫画版では前・左右の三面ともヘルの顔と思われるが、TVアニメ版では三面のうちヘルの顔は正面だけ)。バードス島とは違いグールの発着所が島の頂上に変更され、基地内に海底ドックを持ち、島下部の髑髏の口の部分からブードが出撃する。またミサイル発射台が島の両端に多数装備されている。最後は機械獣ハリビューンV6とサイガO3を倒され追い詰められたDr.ヘル自らの手によって、マジンガーZを巻き添えにするべく島ごと自爆させられた（第91話）。
なお、永井豪による漫画版では、地獄城の中から巨大機械獣ゴードン（前述）という正体が現れたが、TVアニメ版にそのような設定やシーンは無い。
海底要塞サルード
あしゅら男爵が指揮する母艦。全長100m、全高450m。上半分は人工島に擬装されており、飛行ドックなどの上陸用設備を備え、機械獣の発着場ともなっている。迷彩色に塗装された水面下の本体部分はブロック構造になっており、ダメージを受けた箇所はパージして航行を続けることが可能（第22話）。人工島と本体をつなぐ潜望塔は伸縮自在で、潜航時には縮めて海中を移動する。
機械獣や潜水艦を多数搭載し、人工島基部の巨大プロペラを回転させ海面に大渦を巻き起こすこともできる（第1話）。第39話にて捕えていたマジンガーZの逆襲により、内部から破壊され轟沈。デザインは美術の辻忠直。
海底要塞ブード
第43話（ラストシーン）から登場。サルードについで、あしゅら男爵が新たに与えられた超大型潜水艦といった趣の母艦。全長350m、全高120m。艦体前方寄り上面に起倒式の巨大な顔があり、口の部分が機械獣発進口となっている。またその発進口から大渦を起こしたり、目から対空ビーム砲（第78話）や敵を拘束するリング状の光線を発射することも可能（第44話）。艦首両側にある二つの穴は数十隻も搭載した潜水艦の出入口になっているほか、ミサイルや魚雷などの発射口を兼ねている（第78話）。第78話にてあしゅらの捨て身の特攻でマジンガーZにダメージを与えるが自らも大破、喪失。
飛行要塞グール
ブロッケン伯爵が指揮する大型輸送機兼爆撃機といった趣の母艦。鳥もしくは翼竜をモチーフにしたデザインで、機械獣を多数搭載しており、口の部分のカタパルトから発進させる。全長200m、全高100m、飛行速度マッハ1。Dr.ヘル曰く、ひとたび飛び立てば一ヶ月は無補給で地球の隅々まで飛び回れる（第40話）。レーダーに映らなくなる煙幕を張り、人工雲にカムフラージュして敵の目を欺くこともできる（第40、43話ほか）。主な武装は翼から発射するミサイル（第87話では口からもミサイルを撃っている）、目から放つ光線（第75、88話など）、磁力光線やショックビーム、爆撃、機体底部の格納庫から露出する多連装ミサイルランチャー（第75話）など。
第77話にて重傷のブロッケンに代り指揮を執ったあしゅら男爵のミスで、地獄城の正面に激突して大破しており、それが第78話であしゅらを単身自棄的な攻撃へ向かわせることとなる。第91話でマジンガーZと空中戦の末に、Dr.ヘルやブロッケン伯爵もろとも撃墜された。
ヘルカー
主に鉄仮面軍団が移動や侵攻作戦で使用する、オープンカースタイルの二人乗りの三輪車両（ただし第21、45、54話など、4輪に作画されていることもある）。ヘッドライト部分にミサイルや火炎放射（第16、54話ほか）を搭載しているが、さすがにアフロダイやボロット相手ですら分が悪く、一方的に返り討ちにされることが多い（第4、6、16、21、54、57、71、76、82話ほか）。
なお、Dr.ヘル専用の一人乗り小型円盤も“ヘルカー”と呼ばれる。飛行速度はマッハ3、形こそ円盤であるがジェット推進であり、レーザー・ミサイル・バリヤー・万能探知機・レーダーを装備している。第57話ほかに登場。
機械獣
バードス島の古代ミケーネ帝国の遺跡に遺されていた（古代の超技術によって製造されていた）巨大ロボットをDr.ヘルが復元・改造し、バードスの杖で制御可能にしたものが機械獣である。外装はスーパー鋼鉄合金製で、原子力を動力とする（第38話）。その形状や能力は様々だが、ほとんどは多少なりとも人間に近い姿である。基本的に自律行動が可能で、バードスの杖から発する光線によって起動・制御されるが、中にはスパルタンK5やジェノバM9のように命令を拒否し独自の行動を取る例もあった。名称には一部の例外（第6話など）を除いてアルファベット1文字の記号と1 - 10の番号が付けられている。初期の設定では、記号はマジンガーZ攻撃部隊（M、D）、ジャパニウム鉱石強奪部隊（J）、日本征服部隊（N、R）など所属別に分ける案もあったが、本編中では特に意味を持たされていない。なお、機械獣の名前につくアルファベットに「Z」が使われていないのは（アルファベットが「Z」より前なのは）、「Z」には究極の意味が込められているため、マジンガーZ以外には付けなかったからだという。
妖機械獣
ゴーゴン大公からヘルに貸与された機械獣。ミケーネのオリジナルの技術が使用され、ヘルの機械獣より強力。ただしホバーパイルダーやアフロダイAの完全破壊（第69話、第74話）などの殊勲を上げた一方で、マジンガーなしで撃破されたものもある（第70、75話など）。主に神話などをモチーフにしていること、名前の記号がギリシア文字であることが特徴。番号はローマ数字とアラビア数字が混用されている。劇中ではヘルのそれと区別なく単に機械獣と呼ばれ、妖機械獣という呼称は一度も使われていない。
ミネルバX
第38話に登場した、マジンガーZを女性化したようなロボット。全長16m、体重180t。元々は兜十蔵博士がマジンガーZのパートナーロボットとして設計していたもので、あしゅら男爵が兜十蔵の別荘を襲撃した際に奪った設計図を元に、Dr.ヘルが建造した。そのため厳密には機械獣ではない。ブレストファイヤー、光子力ビーム、ロケットパンチ、ルストハリケーンなどマジンガーと同様の武器を装備しているが、装甲は超合金ZではなくDr.ヘル製のスーパー鋼鉄（そのため体重がマジンガーZよりはるかに重く、アフロダイAの10倍にも達している）、動力も光子力ではなく原子力で代用されている。機械獣として現れたが、マジンガーと接近すると、腹部の「パートナー回路」が作動してヘルの制御を受け付けなくなり、マジンガーに友好的になった。しかし、機械獣アーチェリアンJ5の弓矢でパートナー回路を破壊されて暴走。原子力発電所へブレストファイヤーを発射する寸前に、アフロダイAのミサイルで倒される。機能を停止した後はZの手で海に沈められた。
初めてZに出会った際やパートナー回路を壊された時、さらに倒されてZに抱きかかえられた時には涙を流している。これはジャパニウムや光子力が使われていないことにより、Zのコンピューターが発する強い波長に耐え切れず内部回路がオーバーヒートを起こし、冷却オイルが目の隙間から流れ出したもので、それがあたかも涙のように見えている。光子力研究所に鹵獲された際には、パートナー回路を修理され、オーバーヒートを起こさないようになっていた。
ラインX1
声 - 吉田理保子 / 吉田美保（スーパーロボット大戦シリーズ）
第61話に登場したロボット。全長19m、体重210t。元々は死亡したシュトロハイム・ハインリッヒ博士（声 - 神弘無）をサイボーグ手術で蘇らせたヘルが、博士に命令して製作させた機械獣だった。だが、その電子頭脳パーツとなるべきアンドロイドの少女ローレライをまるで実の娘のように思い始めたことからヘルを裏切り逃亡し、ローレライと共に親子として暮らしていたが、行方を捜していたあしゅらに隠れ家を発見されて博士は殺されてしまう。シローと知り合い仲良くなっていたローレライは博士の死の間際に、自分がアンドロイドであり、シュトロハイムの娘ではないこと、ラインX1と合体することで機械獣を遥かに超える高性能のスーパーロボットとなるという衝撃の事実を告げられ、ライバル兜十蔵博士のマジンガーZを打倒し、ラインX1が史上最高のロボットであると証明することを最後の願いとして託される。自分を生み育ててくれた父の遺志を叶えようと、シローの制止を振り切って合体システムの起動スイッチである頭のリボンを外し、ローレライはラインX1との合体を果たしZに挑戦する。しかし、善戦も空しくZに敗北し、頭部のムチでメインコンピューターとなる胸部のローレライの顔を破壊して自決した。
第61話は漫画版の「ローレライの歌」篇をラストを除きほぼ忠実に映像化した一編だが、原作での名称は「ドナウα（アルファー）1」で、頭部の表情やボディラインが男性的なデザインになっており、最後はマジンガーZとの激戦の末、もぎ取られた自分の頭部を胸部の顔面に叩きつけられて破壊されている。

### スタッフ
- 原作 - 永井豪とダイナミックプロ[1]
- 機械獣デザイン原案[注釈 155] - 永井豪、石川賢、五十子勝、桜多吾作、蛭田充、風進、村祭まこと、永井隆、はまだよしみ、葭川進、安田達矢
- 企画 - 春日東（旭通信社）、別所孝治（フジテレビ）、有賀健、横山賢二（東映動画）
- 音楽 - 渡辺宙明
- キャラクターデザイン[注釈 156]  - 羽根章悦（前期）、森下圭介（後期）[注釈 1]
- 製作担当 - 江藤昌治、大野清→菅原吉郎
- 背景 - スタジオコスモス、サンアートスタジオ、アトリエ・ローク、マスコット、ムツゴロウ
- 録音ディレクター - 春日正伸→福永莞爾
- 撮影 - 高橋宏固、山田秀二、菅谷正昭、吉村次郎、相磯嘉雄、菅谷英夫、寺尾美千代、佐藤隆郎、武井利晴、森口洋輔、吉村次郎、山田順弘、高梨洋一、島敏文、清水政夫、菅谷信行、金沢勉
- 編集 - 花房三郎、本山収、鳥羽亮一
- 録音 - 神原広巳、池上信照
- 効果 - 伊藤道広
- 選曲 - 賀川晴雄
- 製作進行 - 城与志、佐野禎史、広川和之、桑山幸雄、吉岡修、桑岡吉広、桑山邦雄、大橋千加子、吉原彰雄、的場節代、森下公子、吉沢孝男、今村春美、宮島憲陽、石川義明、西村哲一、山口秀憲、山田美裕、野崎絹代、山吉康夫、川田武範、山口博史、桜井利行、館浩二、明山正武、黒石陽子
- 制作 - 東映、旭通信社

### 音楽
音楽担当は渡辺宙明 。
ほかに映画『わんぱく王子の大蛇退治』（音楽：伊福部昭）や劇場版『サイボーグ009』『サイボーグ009 怪獣戦争』（音楽：小杉太一郎）、『空飛ぶゆうれい船』（音楽：小野崎孝輔）、『ちびっ子レミと名犬カピ』（音楽：木下忠治）、『パンダの大冒険』（音楽：小杉太一郎）などからBGMが適宜、流用されていた。とりわけ『サイボーグ009』『サイボーグ009 怪獣戦争』の曲は、毎回のように頻繁に使用されている。

#### 主題歌
オープニングテーマ「マジンガーZ」
作詞 - 東文彦 / 作曲・編曲 - 渡辺宙明 / 歌 - 水木一郎
オープニング映像は第40話から変更された（歌は変更なし）。前期バージョンでは機械獣が5体登場するが、ブレストファイヤーで倒された3体は正式名称が無く、本編にも登場しない。また光子力ビームが黄色の直線ビームではなくリング状になっている。後期バージョンではジェットスクランダー・グール・鉄十字兵士が初登場、ブードも本編より早く登場している。なお、こちらの登場機械獣はすべて本編に登場したもの。
第2、6、11話では挿入歌として使用された。
1973年に日本コロムビアの「コロムビア・ゴールデン・ディスク賞 ゴールデン・ヒット賞」を受賞した。
子門真人によるカバー版が存在する（ビクターの混載盤に収録、コーラスはヤング・フレッシュ）。
元々は「Zのテーマ」が主題歌として制作されていたが、当時の東映テレビ部長の渡邊亮徳から「パンチが弱い」と指摘され、急遽こちらが新たに制作された経緯があり、作曲は1日で行われた。
エンディングテーマ「ぼくらのマジンガーZ」
作詞 - 小池一雄 / 作曲・編曲 - 渡辺宙明 / 歌 - 水木一郎、コロムビアゆりかご会
エンディング映像は第75話から変更。後期バージョンではボスボロットが初登場し、ダイアナンAは本編より1話早く登場している。
第7、48話では挿入歌として使用された。

#### 挿入歌・イメージソング
シングル・レコードが初出。
「Zのテーマ」（第1、3 - 5、7 - 10、12 - 14、16 - 25、27 -35、44、46 - 48、51、63、65、69、71 - 72、75、77 - 79、81、84、88 - 91話）
作詞 - 小池一雄 / 作曲・編曲 - 渡辺宙明 / 歌 - 水木一郎
出撃シーンのテーマ曲。主題歌からは外れたが、東映のスタッフからは好評であったため挿入歌として採用され、毎回のように流されたうえ、曲に合わせてシーンの長さが調整されることもあったという。
シングルA面収録曲ながら日本コロムビアのテレビアニメ主題歌を集めたオムニバスアルバム「続・テレビまんが主題歌のあゆみ」や「続・テレビまんが懐かしのB面コレクション」のどちらにも収録されていない。
以下の9曲は番組放送中の主題歌・挿入歌LPが初出。
「マジンガーわがマシン」
作詞 - 江口隆彦 / 作曲・編曲 - 渡辺宙明 / 歌 - 水木一郎
映画『マジンガーZ対デビルマン』のクライマックス戦闘シーンに使用される。
「戦う兜甲児」
作詞 - 永井豪 / 作曲・編曲 - 渡辺宙明 / 歌 - 水木一郎
「空飛ぶマジンガーZ」（第34 - 37、40 - 41、49 - 51、53 - 57、59 - 60、62 - 65、69、73 、77 - 78、86、88、92話）
作詞 - 高久進 / 作曲・編曲 - 渡辺宙明 / 歌 - 水木一郎、コロムビアゆりかご会
テレビ版のジェットスクランダー出撃シーンで使われた他、劇場版では『マジンガーZ対デビルマン』のエンディング、『マジンガーZ対暗黒大将軍』のオープニングや劇中などに使われた。
「マジンガー応援歌」
作詞 - 中村しのぶ / 作曲・編曲 - 渡辺宙明 / 歌 - 水木一郎、ザ・スウィンガーズ
「ドクターヘルのテーマ」
作詞 - 春日東 / 作曲・編曲 - 渡辺宙明 / 歌 - ザ・スウィンガーズ
「マジンガー親衛隊」
作詞 - 浦川しのぶ / 作曲・編曲 - 渡辺宙明 / 歌 - 水木一郎、ザ・スウィンガーズ
「ジングジングマーチ」
作詞 - 中村しのぶ / 作曲・編曲 - 渡辺宙明 / 歌 - コロムビアゆりかご会
「さやかのテーマ」（第74話）
作詞 - 浦川しのぶ / 作曲・編曲 - 渡辺宙明 / 歌 - 小野木久美子
「わが友マジンガーZ」（第92話）
作詞 - 土井信 / 作曲・編曲 - 渡辺宙明 / 歌 - 水木一郎
劇場版『マジンガーZ対暗黒大将軍』でも使用。
以下の3曲は放映中に作られたものではなく、第二次アニメブームの始まりに呼応した、1977年発売の企画盤レコードが初出。原曲のカラオケ音源をそのまま使用している。これが翌年の『ささきいさお 英語盤/アニメヒットを歌う』というLP企画に繋がった（ただし、そのアルバムにはこの3曲は収録されていない）。
「MAZINGER Z」
作詞 - WILLIAM SAYLOR / 作曲・編曲 - 渡辺宙明 / 歌 - ささきいさお
「マジンガーZ」の英語版。
「Z THEME」
作詞 - WILLIAM SAYLOR / 作曲・編曲 - 渡辺宙明 / 歌 - ささきいさお
「Zのテーマ」の英語版。
「OUR MAZINGER Z」
作詞 - WILLIAM SAYLOR / 作曲・編曲 - 渡辺宙明 / 歌 - ささきいさお
「ぼくらのマジンガーZ」の英語版。
以下の2曲は放映中に作られたものではなく、1978年発売のドラマ編LPの挿入歌として製作されたのが初出。作曲は渡辺宙明ではなく、水木一郎が手掛けている。
「二人になれば」
作詞 - 浦川しのぶ / 作曲 - 水木一郎 / 編曲 - 渡辺宙明 / 歌 - 水木一郎、ザ・チャープス
「ミネルバXに捧げる歌」
作詞 - 浦川しのぶ / 作曲 - 水木一郎 / 編曲 - 渡辺宙明 / 歌 - 水木一郎
以下の1曲は日本コロムビアではないメーカーによる、1998年発売のアルバム『マジンガー伝説』が初出。こちらの英語訳詞は前述の「MAZINGER Z」とは異なる日本語原詞に近いものになっている。
「マジンガーZ ENGLISH バージョン」
作詞 - 東文彦 / 訳詞 - Matthew Twigg / 作曲 - 渡辺宙明 / 編曲 - 佐々木史郎・中路英明 / 歌 - 水木一郎
「マジンガーZ」の英語版。
次作『グレートマジンガー』より
「勇者はマジンガー」（第92話）
作詞 - 小池一雄 / 作曲・編曲 - 渡辺宙明 / 歌 - 水木一郎、コロムビアゆりかご会
続編のTVシリーズ『グレートマジンガー』のエンディングテーマである。

### 各話リスト
| 話数   | 放送日         | サブタイトル                            | 脚本              | 演出         | 作画監督 | 美術     | 登場機械獣ほか                                                            |
| ------ | -------------- | --------------------------------------- | ----------------- | ------------ | -------- | -------- | ------------------------------------------------------------------------- |
| 第1話  | 1972年 12月3日 | 驚異のロボット誕生                      | 高久進            | 芹川有吾     | 羽根章悦 | 辻忠直   | 機械獣 ガラダK7 機械獣 ダブラスM2                                         |
| 第2話  | 12月10日       | ストップ ザ あしゅら軍団                | 高久進            | 勝田稔男     | 落合正宗 | 内川文広 | 機械獣 ガラダK7 機械獣 ダブラスM2                                         |
| 第3話  | 12月17日       | マジンガーZ 消滅作戦                    | 藤川桂介          | 勝間田具治   | 中村一夫 | 辻忠直   | 機械獣 グロマゼンR9                                                       |
| 第4話  | 12月24日       | マジンガーZ 絶体絶命 !                  | 藤川桂介          | 大貫信夫     | 上村栄司 | 山崎誠   | 機械獣 ガイアQ5                                                           |
| 第5話  | 12月31日       | ゴーストマジンガー出現                  | 高久進            | 白根徳重     | 若林哲弘 | 辻忠直   | 機械獣 キングダンX10 ゴーストマジンガー                                   |
| 第6話  | 1973年 1月7日  | ドクター・ヘルの二大機械獣              | 藤川桂介          | 勝田稔男     | 落合正宗 | 山崎誠   | 機械獣 ザイラ 機械獣 ダンチェル                                           |
| 第7話  | 1月14日        | あしゅら男爵の大謀略                    | 藤川桂介          | 山吉康夫     | 羽根章悦 | 辻忠直   | 機械獣 オゾネスB3                                                         |
| 第8話  | 1月21日        | 大魔神 アブドラの正体 !                 | 藤川桂介          | 生頼昭憲     | 永樹凡人 | 辻忠直   | 機械獣 アブドラU6                                                         |
| 第9話  | 1月28日        | デイモスF3は悪魔の落し子                | 高久進            | 勝間田具治   | 中村一夫 | 山崎誠   | 機械獣 デイモスF3                                                         |
| 第10話 | 2月4日         | 空飛ぶ鉄腕ダイアン                      | 藤川桂介          | 高見義雄     | 森下圭介 | 山崎誠   | 機械獣 ダイアンN4                                                         |
| 第11話 | 2月11日        | 幻の巨砲ガレンを爆破せよ !              | 高久進            | 白根徳重     | 羽根章悦 | 辻忠直   | 機械獣 ブライトンJ2                                                       |
| 第12話 | 2月18日        | 裏切者！ 巨大化ロボット・バイコング     | 高久進            | 大貫信夫     | 上村栄司 | 山崎誠   | 機械獣 バイコング09（ゼロナイン）                                         |
| 第13話 | 2月25日        | 悪魔の大回転攻撃 !                      | 藤川桂介          | 勝田稔男     | 落合正宗 | 辻忠直   | 機械獣 ゴロンゴS2                                                         |
| 第14話 | 3月4日         | 怒れ！眠れる巨人スパルタン              | 高久進            | 大貫信夫     | 上村栄司 | 山崎誠   | 機械獣 スパルタンK5 機械獣 モウザイルス                                   |
| 第15話 | 3月11日        | 機械獣 大津波作戦                       | 藤川桂介          | 勝間田具治   | 香西隆男 | 山崎誠   | 機械獣 チグルE7 機械獣 ゴリアスW3                                         |
| 第16話 | 3月18日        | 兜甲児 暗殺指令 !                       | 藤川桂介          | 勝田稔男     | 落合正宗 | 辻忠直   | 機械獣 バルカンP5                                                         |
| 第17話 | 3月25日        | 地底機械獣 ホルゾンV3                   | 藤川桂介          | 西沢信孝     | 中村一夫 | 穂積勝義 | 機械獣 ホルゾンV3                                                         |
| 第18話 | 4月1日         | 海のギャング 海賊グロッサム！           | 高久進            | 白根徳重     | 森下圭介 | 辻忠直   | 機械獣 グロッサムX2                                                       |
| 第19話 | 4月8日         | 飛行魔獣 デビラーX !                    | 藤川桂介          | 山吉康夫     | 羽根章悦 | 山崎誠   | 機械獣 デビラーX1                                                         |
| 第20話 | 4月15日        | 嵐を呼ぶ機械獣ストロンガー              | 高久進            | 笠井由勝     | 角田紘一 | 辻忠直   | 機械獣 ストロンガーT4                                                     |
| 第21話 | 4月22日        | ゴースト・タウンの決闘                  | 藤川桂介          | 大貫信夫     | 上村栄司 | 穂積勝義 | 機械獣 ワインダーA2                                                       |
| 第22話 | 4月29日        | 追撃 ! ! 海底要塞サルード               | 藤川桂介          | 久岡敬史     | 菊池貞雄 | 辻忠直   | 機械獣 バランガM1 機械獣 バランガM2                                       |
| 第23話 | 5月6日         | 機械獣ダムダム 大車輪作戦               | 藤川桂介          | 白根徳重     | 朝倉隆   | 福本智雄 | 機械獣 ダムダムL2                                                         |
| 第24話 | 5月13日        | マッハ機械獣 ジンライ                   | 藤川桂介          | 西沢信孝     | 中村一夫 | 辻忠直   | 機械獣 ジンライS1                                                         |
| 第25話 | 5月20日        | エアロス三兄弟 大噴火作戦               | 藤川桂介 高円寺博 | 大貫信夫     | 上村栄司 | 辻忠直   | 機械獣 エアロスB1 機械獣 エアロスB2 機械獣 エアロスB3                     |
| 第26話 | 5月27日        | 激突！ サムライ甲児対あしゅら機械獣     | 高久進            | 山吉康夫     | 若林哲弘 | 福本智雄 | 機械獣 ダイマーU5                                                         |
| 第27話 | 6月3日         | アフロダイA 生捕り作戦                  | 高久進            | 笠井由勝     | 森下圭介 | 福本智雄 | 機械獣 ベルガスV5                                                         |
| 第28話 | 6月10日        | 黒い指令 超合金略奪作戦                 | 布勢博一          | 久岡敬史     | 白土武   | 辻忠直   | 機械獣 ホーガスD5                                                         |
| 第29話 | 6月17日        | 大逆転 マジンパワー !                   | 藤川桂介          | 西沢信孝     | 中村一夫 | 福本智雄 | 機械獣 グレン・ゴーストC3 機械獣 ニセマジンガーZ                          |
| 第30話 | 6月24日        | 危うしシロー マジンガーZ出動せよ !      | 高久進            | 白根徳重     | 朝倉隆   | 辻忠直   | 機械獣 ブルタスM3                                                         |
| 第31話 | 7月1日         | 人質機械獣 電磁波作戦                   | 藤川桂介          | 笠井由勝     | 森下圭介 | 福本智雄 | 機械獣 メガロンP1 機械獣 メガロンP2 機械獣 メガロンP3                     |
| 第32話 | 7月8日         | 恐怖の三つ首機械獣                      | 山浦弘靖          | 芹川有吾     | 若林哲弘 | 辻忠直   | 機械獣 ゲルベロスJ3                                                       |
| 第33話 | 7月15日        | 大空襲！バラスKは空の無法者             | 高久進            | 大貫信夫     | 上村栄司 | 福本智雄 | 機械獣 バラスK9                                                           |
| 第34話 | 7月22日        | 紅い稲妻 空とぶマジンガー               | 高久進            | 久岡敬史     | 白土武   | 辻忠直   | 機械獣 ジェノサイダーF9                                                   |
| 第35話 | 7月29日        | 死神機械獣 デスマの猛襲                 | 藤川桂介          | 西沢信孝     | 中村一夫 | 福本智雄 | 機械獣 デスマA1                                                           |
| 第36話 | 8月5日         | 五大湖にすむ変身機械獣                  | 高久進            | 白根徳重     | 朝倉隆   | 辻忠直   | 機械獣 グラナダE3                                                         |
| 第37話 | 8月12日        | 闇からの使者 スクランダー必殺           | 高円寺博          | 大貫信夫     | 上村栄司 | 福本智雄 | 機械獣 ロクロンQ9                                                         |
| 第38話 | 8月19日        | 謎のロボット ミネルバX                  | 藤川桂介          | 芹川有吾     | 若林哲弘 | 辻忠直   | 機械獣 アーチェリアンJ5 ミネルバX                                         |
| 第39話 | 8月26日        | 捨身の挑戦！ 真紅の海のサルード         | 高久進            | 笠井由勝     | 森下圭介 | 福本智雄 | 機械獣 ザリガンG8                                                         |
| 第40話 | 9月2日         | 悪魔の支配者 ブロッケン伯爵             | 高久進            | 白土武       | 白土武   | 辻忠直   | 機械獣 グレイダーF3                                                       |
| 第41話 | 9月9日         | 折れた翼 大空の死闘                     | 高久進            | 芹川有吾     | 中村一夫 | 福本智雄 | 機械獣 カーマK5                                                           |
| 第42話 | 9月16日        | 魔の指令 ! ! 空陸集中攻撃               | 藤川桂介          | 山吉康夫     | 森利夫   | 辻忠直   | 機械獣 デルダンV8                                                         |
| 第43話 | 9月23日        | 突撃 ! ! パラシュート奇襲部隊           | 高久進            | 白根徳重     | 朝倉隆   | 福本智雄 | 機械獣 ジャイローンJ1                                                     |
| 第44話 | 9月30日        | 大進撃 ! ! 新海底要塞ブード             | 藤川桂介          | 大貫信夫     | 上村栄司 | 辻忠直   | 機械獣 ロッドR2                                                           |
| 第45話 | 10月7日        | 悪魔の標的 光子力研究所 !               | 藤川桂介          | 笠井由勝     | 森下圭介 | 福本智雄 | 機械獣 バジルF7                                                           |
| 第46話 | 10月14日       | 忍法ふたご機械獣登場                    | 高久進            | 西沢信孝     | 白土武   | 辻忠直   | 機械獣 ブラザスS1 機械獣 ブラザスS2                                       |
| 第47話 | 10月21日       | 壮絶！地獄のW作戦                       | 山浦弘靖          | 落合正宗     | 伊賀章二 | 伊藤岩光 | 機械獣 マンドラM3 機械獣 バズラーQ5                                       |
| 第48話 | 10月28日       | ボスロボット 戦闘開始 !                 | 藤川桂介          | 芹川有吾     | 中村一夫 | 福本智雄 | 機械獣 カジモフT7                                                         |
| 第49話 | 11月4日        | 発狂ロボット 大奮戦                     | 高久進            | 山吉康夫     | 森利夫   | 福本智雄 | 機械獣 ガンビーナM5                                                       |
| 第50話 | 11月11日       | 撃墜 ! ! ジェット・スクランダー         | 藤川桂介          | 白根徳重     | 森下圭介 | 秦秀信   | 機械獣 ブリーバーA3                                                       |
| 第51話 | 11月18日       | 地獄の暗殺者 ドクロ軍団！               | 高久進            | 大貫信夫     | 上村栄司 | 福本智雄 | 機械獣 ダガンG3                                                           |
| 第52話 | 11月25日       | 甲児ピンチ！さやかマジンガー出動！      | 山浦弘靖          | 芹川有吾     | 若林哲弘 | 秦秀信   | 機械獣 バズソンM1                                                         |
| 第53話 | 12月2日        | 二段変身 ! ! 目くらまし機械獣           | 藤川桂介          | 西沢信孝     | 中村一夫 | 秦秀信   | 機械獣 ダブルフェイザーV1 機械獣 ダブルフェイザーV1スモール               |
| 第54話 | 12月9日        | 炸裂 ! ! 強力ロケットパンチ !           | 藤川桂介          | 白根徳重     | 森下圭介 | 勝又激   | 機械獣 ジェイサーJ1                                                       |
| 第55話 | 12月16日       | 富士山 大直滑降作戦                     | 高久進            | 山田勝久     | 細谷秋夫 | 秦秀信   | 機械獣 ブローグンG3                                                       |
| 第56話 | 12月23日       | 強奪された超合金Z！                     | 高久進            | 西沢信孝     | 森下圭介 | 秦秀信   | 機械獣 ユーバリンT9 機械獣 サタングロースP10                              |
| 第57話 | 12月30日       | Dr.ヘル 日本占領 !                      | 藤川桂介          | 芹川有吾     | 若林哲弘 | 勝又激   | 機械獣 バルモスQ7                                                         |
| 第58話 | 1974年 1月6日  | 前戦基地 地獄城 !                       | 藤川桂介          | 大谷恒清     | 中村一夫 | 秦秀信   | 機械獣 ジャイアンF3 機械獣 タイターンG9                                   |
| 第59話 | 1月13日        | 地獄城 悪魔の戦闘宣言 !                 | 藤川桂介          | しらとたけし | 森利夫   | 秦秀信   | 機械獣 タイターンG9                                                       |
| 第60話 | 1月20日        | マジンガーZ 秘密兵器発射 !              | 藤川桂介          | 佐々木皓一   | 細谷秋夫 | 下川忠海 | 機械獣 デスクロスV9                                                       |
| 第61話 | 1月27日        | 宿命のロボット ラインXの歌              | 高久進            | 西沢信孝     | 森下圭介 | 秦秀信   | 機械獣 リバーF9 ラインX1                                                  |
| 第62話 | 2月3日         | 意外 ? ! ボスロボット空中飛行           | 山浦弘靖          | 芹川有吾     | 若林哲弘 | 山口俊和 | 機械獣 ナイターン03（ゼロスリー）                                         |
| 第63話 | 2月10日        | 爆弾を抱えた美少女                      | 藤川桂介          | しらとたけし | 森利夫   | 秦秀信   | 機械獣 ファンガスB7                                                       |
| 第64話 | 2月17日        | 女007対ブロッケン殺人鬼                 | 高久進            | 山田勝久     | 木場田実 | 秦秀信   | 機械獣 デビルチーフA7                                                     |
| 第65話 | 2月24日        | 風が運んだ風船爆弾 !                    | 藤川桂介          | 佐々木皓一   | 細谷秋夫 | 秦秀信   | 機械獣 マリオンP3                                                         |
| 第66話 | 3月3日         | 姿なき殺し屋 ジェノバM9                 | 高久進            | 大谷恒清     | 森下圭介 | 下川忠海 | 機械獣 ジェノバM9                                                         |
| 第67話 | 3月10日        | 泣くな甲児！十字架にかけた命            | 山浦弘靖          | 芹川有吾     | 若林哲弘 | 秦秀信   | 機械獣 モントスQ3 エスピオナージR1（エリカ）                              |
| 第68話 | 3月17日        | 地獄の用心棒 ゴーゴン大公               | 藤川桂介          | しらとたけし | 森利夫   | 秦秀信   | 機械獣 スケルトンO7（オーセブン） 妖機械獣 グシオスβIII（ベータースリー） |
| 第69話 | 3月24日        | 空中溶解！ホバーパイルダー              | 高久進            | 西沢信孝     | 奥山玲子 | 秦秀信   | 妖機械獣 グシオスβIII（ベータースリー）                                   |
| 第70話 | 3月31日        | 不死身の指揮官 兜甲児 !                 | 藤川桂介          | 山田勝久     | 佐藤進   | 下川忠海 | 妖機械獣 ミノスΜ7（ミューセブン）                                         |
| 第71話 | 4月7日         | 危機突破 ! ! 新パイルダーGO !           | 藤川桂介          | 佐々木皓一   | 窪秀己   | 秦秀信   | 妖機械獣 ユニコーンΣ2（シグマツー）                                       |
| 第72話 | 4月14日        | 必殺 ! ! 大車輪ロケットパンチ           | 藤川桂介          | 大谷恒清     | 森下圭介 | 福本智雄 | 妖機械獣 アポロンΑ1（アルファワン）                                       |
| 第73話 | 4月21日        | 誘拐されたマジンガーZ                   | 高久進            | 山吉康夫     | 森利夫   | 秦秀信   | 妖機械獣 ケントールγ7（ガンマセブン）                                     |
| 第74話 | 4月28日        | 壮烈 ! ! アフロダイAの最後 !            | 藤川桂介          | 明比正行     | 白土武   | 山崎誠   | 妖機械獣 ハルピアπ7                                                       |
| 第75話 | 5月5日         | 決死の攻撃！ゴーゴン機械獣              | 藤川桂介          | 笠井由勝     | 角田紘一 | 浦田又治 | 妖機械獣 サーペンターΙ6（イオタシックス）                                 |
| 第76話 | 5月12日        | 世紀の恋人 ダイアナンA！                | 高久進            | 山田勝久     | 窪秀己   | 秦秀信   | 妖機械獣 ドラゴ℧1 （℧は「ガメオ」と読む）                                 |
| 第77話 | 5月19日        | 瀕死の参謀 ブロッケン伯爵               | 藤川桂介          | 西沢信孝     | 森下圭介 | 鶴岡孝夫 | 機械獣 ブラスターA7                                                       |
| 第78話 | 5月26日        | あしゅら男爵 太平洋に散る !             | 藤川桂介          | 佐々木皓一   | 佐藤進   | 浦田又治 | 妖機械獣 エレファンスγ3（ガンマスリー）                                   |
| 第79話 | 6月2日         | マジンガー 爆発1秒前 !                  | 山浦弘靖          | 白土武       | 白土武   | 山崎誠   | 機械獣 ジェットファイアーP1 妖機械獣 グリークスψII（プシーツー）          |
| 第80話 | 6月9日         | バードス島の罠にかゝれ !                | 藤川桂介          | 山吉康夫     | 窪秀己   | 鶴岡孝夫 | 機械獣 ブラッキーF2                                                       |
| 第81話 | 6月16日        | 地獄で眠れ ! ! 兜甲児 !                 | 藤川桂介          | 明比正行     | 落合正宗 | 山崎誠   | 機械獣 トリプルL5                                                         |
| 第82話 | 6月23日        | 悪魔の手に渡ったマジンガーZ             | 藤川桂介          | 山田勝久     | 若林哲弘 | 秦秀信   | 妖機械獣 ボルクΥ2（イプシロンツー）                                       |
| 第83話 | 6月30日        | 初見参 ! ! 妖怪参謀ピグマン子爵 !       | 藤川桂介          | 大谷恒清     | 森下圭介 | 浦田又治 | 機械獣 キケロスN9                                                         |
| 第84話 | 7月7日         | 深海はマジンガーZの墓場だ !             | 藤川桂介          | 佐々木皓一   | 窪秀己   | 秦秀信   | 妖機械獣 ポセスΟII（オミクロンツー） ロボット魚                           |
| 第85話 | 7月14日        | 怪奇 ! ! 黒い影の襲撃 !                 | 藤川桂介          | 山吉康夫     | 森利夫   | 浦田又治 | 機械獣 レイヤスD5                                                         |
| 第86話 | 7月21日        | 総攻撃！死のトリプル大作戦              | 山浦弘靖          | 田宮武       | 落合正宗 | 秦秀信   | 機械獣 ボーネストS9 妖機械獣 パーラスΔV（デルタファイブ） 巨大深海魚      |
| 第87話 | 7月28日        | 爆死 ! ! 恐怖のピグマン子爵 !           | 藤川桂介          | 山田勝久     | 窪秀己   | 鶴岡孝夫 | 機械獣 グローリーR2                                                       |
| 第88話 | 8月4日         | 生か死か ? ! 地獄島必死の攻防戦 !       | 藤川桂介          | 明比正行     | 森下圭介 | 山崎誠   | 機械獣 ハーケンシュミットX9                                               |
| 第89話 | 8月11日        | 待ったなし ! ! 驚異の地底4,000M !       | 藤川桂介          | 大谷恒清     | 窪秀己   | 浦田又治 | 妖機械獣 ギラニアβ5                                                       |
| 第90話 | 8月18日        | 怒れシロー ! ! 母の面影を撃て !         | 藤川桂介          | 田宮武       | 落合正宗 | 秦秀信   | 機械獣 クラバスP9                                                         |
| 第91話 | 8月25日        | ラスト・チャンス ! ! Dr・ヘル死の決戦 ! | 藤川桂介          | 笠井由勝     | 森利夫   | 鶴岡孝夫 | 機械獣 ハリビューンV6 機械獣 サイガO3（オースリー）                       |
| 第92話 | 9月1日         | デスマッチ ! ! 甦れ我等のマジンガーZ !  | 藤川桂介          | 明比正行     | 森下圭介 | 山崎誠   | 人間型戦闘獣 グラトニオス 魚類型戦闘獣 ビラニアス                         |

### 放送局
参照：『鉄の城 マジンガーZ解体新書』1998年2月7日、講談社、226頁。※印は同書に記載なし。
| 放送局         | 放送時間                                                                                    | 備考   |
| -------------- | ------------------------------------------------------------------------------------------- | ------ |
| フジテレビ     | 日曜 19:00 - 19:30                                                                          | キー局 |
| 北海道文化放送 | 日曜 19:00 - 19:30                                                                          |        |
| 秋田テレビ     | 日曜 19:00 - 19:30                                                                          |        |
| 山形テレビ     | 日曜 19:00 - 19:30                                                                          |        |
| 仙台放送       | 日曜 19:00 - 19:30                                                                          |        |
| 長野放送       | 日曜 19:00 - 19:30                                                                          |        |
| テレビ静岡     | 日曜 19:00 - 19:30                                                                          |        |
| 東海テレビ     | 日曜 19:00 - 19:30                                                                          |        |
| 富山テレビ     | 日曜 19:00 - 19:30                                                                          |        |
| 石川テレビ     | 日曜 19:00 - 19:30                                                                          |        |
| 福井テレビ     | 日曜 19:00 - 19:30                                                                          |        |
| 関西テレビ     | 日曜 19:00 - 19:30                                                                          |        |
| 山陰中央テレビ | 日曜 19:00 - 19:30                                                                          |        |
| 愛媛放送       | 日曜 19:00 - 19:30                                                                          |        |
| テレビ西日本   | 日曜 19:00 - 19:30                                                                          |        |
| サガテレビ     | 日曜 19:00 - 19:30                                                                          |        |
| 沖縄テレビ     | 日曜 19:00 - 19:30                                                                          |        |
| 青森放送       | 土曜 17:55 - 18:25                                                                          | ※      |
| テレビ岩手     | 月曜 18:00 - 18:30                                                                          | ※      |
| 福島テレビ     | 日曜 18:30 - 19:00（1972年12月3日 - 1973年3月25日）→ 土曜 19:00 - 19:30（1973年4月7日から） |        |
| 新潟放送       | 水曜 18:00 - 18:30 → 木曜 17:30 - 18:00                                                     | ※      |
| 広島テレビ     | 火曜 18:00 - 18:30                                                                          |        |
| 西日本放送     | 火曜 19:00 - 19:30                                                                          |        |
| 岡山放送       |                                                                                             | ※      |
| 山口放送       | 土曜18:00-18:30                                                                             | ※      |
| 鹿児島テレビ   | 木曜 18:00 - 18:30                                                                          |        |

### 映像ソフト化
- 1980年代に傑作選の形でVHS/βビデオが発売。
- 1994年にロケットパンチBOX（第1話 - 第32話）[404]、ブレストファイアーBOX（第33話 - 第64話）[405]、ジェットスクランダーBOX（第65話 - 第92話）[406]の全3巻でLD-BOXが発売。
- 2002年11月21日に第1巻[407]、2003年2月21日に第2巻[408]のDVD-BOXがそれぞれ発売。
- 2004年7月21日 - 2005年2月21日にかけて単品のDVD（ディスク2枚組）が発売。全8巻で、第1巻・第2巻・第5巻・第6巻には11話ずつ、第3巻・第4巻・第7巻・第8巻には12話ずつ収録されている。
- 2017年から2018年にかけて、全話収録のBlu-ray BOX全3巻が発売された[409][410][411]。『マジンガーZ』放映当時のTVアニメは、35mmフィルムから16mmフィルムで製作されるようになる過渡期であったが、まだ『マジンガーZ』は35mmフィルムで撮影されていたものと思われ、Blu-rayの場合35mmのポテンシャルを充分に反映させることができるため、（このネガからHDリマスターを作成したこともあって）DVDなどの従来のソフトよりも極めて高画質となっている。2022年12月7日にはアニメ放送開始50周年記念を謳って、それぞれ廉価版が（商品番号をBUTD09706、BUTD09707、BUTD09708に変更して）再発売されている。

### ネット配信
- 2016年8月25日より、YouTube「東映アニメーションミュージアムチャンネル」から第1話が常時無料配信されている。
- その後2022年12月3日から2024年9月14日まで、生誕50周年を記念して、毎週土曜19:00（JST）より2週間の期間限定で、1話ずつ無料配信が行われた。なお配信終了1週前の9月7日からは次作『グレートマジンガー』の配信に変更された。

### アニメ映画
ここではテレビアニメ本放送時にアニメ映画化、『東映まんがまつり』で上映した一連の映画作品について記載する。
マジンガーZ
1973年3月17日公開。テレビ版第5話を35mmブローアップ版にして上映。
マジンガーZ対デビルマン
1973年7月18日公開。登場した機械獣についてはマジンガーZ対デビルマン#登場する機械獣を参照。
マジンガーZ対ドクターヘル
1974年3月16日公開。テレビ版第57話を35mmブローアップ版にして上映。改題されているものの、オープニングは後期バージョンをそのまま使用しており、タイトルは放送時のサブタイトルクレジット部を差し替えて上映した。
マジンガーZ対暗黒大将軍
1974年7月25日公開。登場した戦闘獣についてはマジンガーZ対暗黒大将軍#登場する戦闘獣を参照。

## マジンガーZの流れを汲む作品

### テレビアニメ作品
- グレートマジンガー - シリーズ第2作。
- UFOロボ グレンダイザー - シリーズ第3作。
- サイコアーマー ゴーバリアン - 永井豪とダイナミック企画の原作であるが、本作とは関連が無い独立した作品。
- ゴッドマジンガー -  	永井豪原作でありタイトルに「マジンガー」と付いているが、本作とは関連が無い独立した作品。
- 真マジンガー 衝撃! Z編 - リメイク。
- マジンガーZIP! - 日本テレビの情報番組『ZIP!』とのコラボレーション。
- ロボットガールズZ - 萌えキャラ化したスピンオフ。
- グレンダイザーU

この他にもシリーズ完結編として、上記の『ゴッドマジンガー』とは異なる『ゴッド・マジンガー』が企画されていたが、実現には至らなかった。

### OVA作品
- ダイナミックスーパーロボット総進撃!! - 映像特典。
- マジンカイザー - リメイク。
  - マジンカイザー 死闘！暗黒大将軍
- CBキャラ 永井豪ワールド - SDコメディ。
  1. オレは悪魔だデビルマン！
  2. オレは強いぞマジンガーZ
  3. これが最後だバイオレンスジャック！
- マジンカイザーSKL - 『マジンカイザー』のリメイク。

#### OVA企画『大魔神我』
1986年頃に『大魔神我』というタイトルで、当時の若手・中堅アニメーターが中心となって本作をリメイクするOVA作品が企画されたことがある。この作品は同年夏の段階で脚本が決定稿まで完成していたが、その後に諸事情から制作中止となっており、一部のアニメ雑誌などの新作情報の記事でイメージイラストなどごく断片的な情報が掲載されたのみに終わった。ちなみに、これらのイラストに登場しているメカニックのデザインは、すべてダミーであったことが後年に明かされている。
予定されていたメインスタッフは、監督に平野俊弘、メカニックデザインに大張正己、制作会社はAICというものであった。
なお、『大魔神我』の企画頓挫にともない、その穴埋めとしてマジンガーシリーズとは無関係のロボットアニメが企画・制作され、『破邪大星ダンガイオー』『大魔獣激闘 鋼の鬼』として結実した2作品が、1987年に発売されている。両作には『大魔神我』でメインスタッフとして予定されていた面々が参加している。企画自体は全面的に作り直されてマジンガーシリーズとはまったく無関係の作品になったが、『大魔神我』で構想されていた主要モチーフは、派手で荒唐無稽なメカアクションなど1970年代のスーパーロボット作品へのオマージュ的要素が『ダンガイオー』に、志向していたハードで重厚なドラマが『鋼の鬼』にそれぞれ流用されている。

#### Webアニメ
マジンガーZ×ハローキティ×超合金 オリジナルショートアニメ
2016年1月5日配信。超合金発売のショートアニメ。ハローキティカラーのマジンガーZが登場する。
ロボットガールズNEO
2018年8月18日-9月1日配信。ロボットガールズZのリブートアニメ。

### 漫画作品

#### 永井豪作品
MAZINGER
通称USAマジンガー。1988年12月にアメリカのFirst Publishing社から発行されたアメリカ向けオリジナルの漫画。近未来の地球からマジンガーと共に転移されてきたキャプテン・カブトが異世界で戦うといったファンタジー風の物語。日本では講談社から『MAZINGER U.S.A.Version』、トレヴィル社から『MAZINGER』が発行されている。
マジン・サーガ
作者本人によるリメイク作品。
Zマジンガー
作者本人によるリメイク作品。
バイオレンスジャック第八部 鉄の城編（『週刊漫画ゴラク』連載）
機械道流空手道場の跡取り候補の少年・兜甲児が、Zのカラーリング風ジャージを着た盲目の黒人空手家ジム・マジンガ（機械道流空手の最高位「機械神」「Z」の称号を持つ）に肩車されてジムのナビゲートを果たすことによって「パイルダー・オン」を表現。アフロダイ（アフロディア）はアフロヘアー、ダイアナン（ダイアナ）はブロンドの髪の黒人女性空手家、対する敵は機械道流2代目の候補者である悪の空手家「独田地獄斎」とその部下である「阿修羅」や、地獄斎に雇われた「伯爵」と呼ばれる殺し屋と、その正体である「ピグミィ」。そして裏社会の顔役である「金剛」などが登場するセルフ・パロディ。また、鉄の城編での兜一家は空手家となっているほか（十蔵は機械道流空手の創始者で地獄斎に暗殺され、十蔵の息子で甲児の父親である剣造も地獄斎によって暗殺されかかるが、一命を取り留め復讐のため、地獄斎の前に現れ闘う）、門弟の中には『グレートマジンガー』の主人公・剣鉄也の姿もあるが、登場して直後に地獄斎の放った刺客によって殺害されている。
一部のキャラが『真マジンガー 衝撃! Z編』にオマージュとして登場している。
思い出のK君
『少年ワールド』1979年12月号に掲載された永井自身の回想録という設定のパロディで、永井はこの時の出来事を基に『マジンガーZ』を創作したという話である。Zの頭部を象ったハンドルつきの自動車のような形状のマシンの怪物・マジンガーZが登場する。『ぱふ』1980年6月号に再録。
マジンカイザー 新魔神伝説
作者本人によるマジンカイザーコミカライズ版。冒頭、大破したマジンガーZが登場する。
真マジンガー 衝撃! H編（真マジンガー 衝撃! super H編）
番外編漫画。
マジンガーZ ミケーネの伝説の巻
DX超合金魂マジンガーZ初回特典の描き下ろし。前日譚的内容。この作品ではミケーネの遺跡から兜十蔵が機械魔獣マジンZ1、機械魔獣グレートG1を作り出してドクター地獄の元から脱出し、後のマジンガーZ（とグレートマジンガー）を建造したことが語られる。
激マン! マジンガーZ編 / 激マン! Z&グレート編
マジンガーZの作品誕生の経緯が描かれている。また、作中劇として当時掲載されたストーリーを、現在の絵柄でリメイクされた形で掲載されている。
マジンガーZ 2022
2022年12月27日に日本文芸社より全2巻発売。『激マン！マジンガーZ編』の劇中劇に、数十枚に及ぶ描き下ろしページと再編集が加えられたもの。

#### 永井豪以外の作品
ジャンジャジャ〜ン ボスボロットだい / おなり〜っ ボロッ殿だい
漫画 - 真樹村正とダイナミックプロ
ボスボロット（ボロッ殿）を主役としたスピンオフ漫画。
スーパーロボットコミック マジンガーZ編
アンソロジー短編集。石川賢による「ミケーネ恐怖の遺産」は、上記の『真マジンガー 衝撃! Z編』の一部としてアニメ化された。
マジンガーエンジェル / マジンガーエンジェル ツヴァイ
作画 - 新名昭彦 / 企画協力 - フレックス
スピンオフ企画の玩具および漫画作品。
ダイナミックヒーローズ
漫画 - 越智一裕とダイナミックプロ
クロスオーバー作品。
真マジンガーZERO
脚本 - 田畑由秋 / 作画 - 余湖裕輝
『月刊チャンピオンRED』連載。『真マジンガー 衝撃! Z編』のサポート連載。
マジンガー乙女 / マジンガー乙女大戦
作画 - 立花未来王とダイナミックプロ
2009年10月8日より『フラッパーモバイル』でケータイコミック配信。女性型アンドロイド・魔神瀬戸をはじめとするダイナミックプロ登場ロボットを女性化したキャラが登場するコメディ。2010年2月にはメディアファクトリーより単行本が発売。
デビルマン対闇の帝王 -DEVILMAN vs HADES-
漫画 - TEAM MOON
『月刊ヤングマガジン』2013年12月号より連載。『デビルマン』とのコラボレーションで、『グレートマジンガー』最終回後が描かれる。
マジンバトル
漫画 - 足立たかふみ
『デンゲキバズーカ!!』2015年9月号より連載。
マジンガーZ インターバルピース
脚本 - 小沢高広(うめ)、漫画 - 長田馨
『月刊ヤングマガジン』2017年第6号 - 第11号に連載。単行本全1巻。『INFINITY』の前日譚にあたる。かつての激闘から数年後、大人になった戦士たちそれぞれの「つかの間の平和」を描く。兜シローは登場しない。
マジンガーZ アルターイグニッション
漫画 - 衣谷遊
ダイナミック企画公式サイト配信。旧作のTVアニメ版では曖昧だった兜十蔵とDr.ヘルの因縁を明確化し、物語の発端を再話した作品。単行本全1巻。
マジンガーZ 対 トランスフォーマー
プロット - 石川裕人、シノプシス - 津島直人、アーティスト - 衣谷遊・坂本ハヤト・吉岡英嗣・星和弥・藤沢真行・津島直人
ヴィレッジブックス（ウィーヴ社 刊）から2019年3月28日にフルカラー描き下ろし単行本（全1巻）として刊行。
「トランスフォーマー」（日本版『戦え!超ロボット生命体トランスフォーマー』をベースにしており、両陣営は「サイバトロン」と「デストロン」表記）たちがマジンガー世界に転移することで、三つ巴の戦いが繰り広げられるという展開。
アメリカンコミックではポピュラーな「1つのストーリーを複数のアーティストが連作形式で描く」という趣向になっており、6名の日本漫画家たちが競作する。
破獄のマジンガー
2023年3月よりホビージャパンウェブで配信のコミック。作画は星和弥、メカニックデザインは阿久津潤一（アストレイズ）。

### 小説作品
スーパーロボット大戦
全3巻。講談社刊。作者はダイナミックプロ出身で、『Z』や『グレート』のアニメ化に際して企画・設定の中心人物となった後、作家に転向した団龍彦。表紙イラストおよび挿絵、後述の小説オリジナルメカのデザインを石川賢が担当している。
かつての『東映まんがまつり』における劇場版クロスオーバー作品の系譜を踏襲する内容であり、『マジンガーZ』『グレートマジンガー』『UFOロボ グレンダイザー』『ゲッターロボ』『ゲッターロボG』の後日談を舞台としている。

### ゲーム作品
スーパーロボット大戦シリーズ
バンダイナムコエンターテインメントから発売されているゲームソフトシリーズ。
CBキャラウォーズ 失われたギャ〜グ
1992年8月28日にバンプレストから発売されたスーパーファミコン用ソフト。横スクロールタイプのアクションゲームで、マジンガーZを2Pキャラクターとして使用可能。
バトルコマンダー（バンプレスト）SFC
マジンガーZ
1993年6月25日にバンダイから発売されたスーパーファミコン用ソフト。横スクロールタイプのアクションゲーム。
マジンガーZ
1994年にバンプレストから発売されたアーケードゲーム。開発はエイティングおよびイレブンが行ったことが確認されている。マジンガーZ、グレートマジンガー、グレンダイザーの中から1体を選択してプレイする縦スクロールシューティングゲームで、通常ショットまたは溜め撃ちショット用のボタン、敵弾を消去できるパンチ攻撃用のボタン、回避ボムとなる必殺攻撃用のボタンの3つを駆使する。溜め撃ちショットや回避ボムの使用時には、搭乗パイロットそれぞれの担当声優が必殺技名を叫んで攻撃する。2023年5月11日にPlayStation 4とNintendo Switchにてハムスターのアーケードアーカイブスの一作として配信。
クリックまんが ダイナミックロボット大戦 / クリックまんが ダイナミックロボット大戦2 恐怖！悪魔族復活
1999年9月30日と同年12月16日に徳間書店インターメディアカンパニーから発売されたPlayStation用ソフト。ゲーム機を利用したデジタルコミックシリーズであるが、未完のままシリーズ終了。
パイロットストーリー空想科学プロジェクト ホバーパイルダー
2012年にテクノブレインから発売されたMicrosoft Windows XP・Vista・7 （日本語版）用ソフト。ホバーパイルダーのフライトシミュレーションゲーム。
機動戦隊アイアンサーガ
スマートフォン用アプリゲーム。本作とのコラボレーションでマジンガーZ・SAGAというオリジナルロボが登場。甲児役は赤羽根健治、鉄也役は家中宏、さやか役は内川藍維、ボス役は立木文彦が担当している。また、続編の「アイアンサーガVS」では甲児役は引き続き赤羽根、ボス役は北沢力、鉄也は岡野浩介に変更されている。
メガトン級ムサシX
2022年にレベルファイブより発売されたNintendo Switch / PlayStation 4 / PlayStation 5用ソフト。本作とのコラボレーションでマジンガーZがプレイアブル機体として登場。
メガトン級ムサシW
2024年にレベルファイブより発売されたNintendo Switch / PlayStation 4 / PlayStation 5 / Steam用ソフト。マジンガーZ・甲児がゲスト参戦している。甲児役は森川智之が担当。

### 遊技機
パチスロマジンガーZ 新たな魔神の力
2017年2月にニューギンよりリリース。オリジナルロボとして「ゼウスマジンガー」が登場する。
スクランダーロケットパンチ
オリジナル装備。右腕にスクランダーを装着し、ロケットパンチを放つ。
デストロイマジンガー
魔神デヴァイスの力でマジンガーZが変貌した漆黒の魔神。6対の翼を持つ。
ゼウスマジンガー
魔神デヴァイスの力でマジンガーZが変貌した白銀の魔神。胸から出現する剣で戦う。

### 舞台
『立て！マジンガーZ!!』のタイトルで、「劇団ヘロヘロQカムパニー」により上演。こくみん共済 coop ホール／スペース・ゼロにて、2022年11月25日から12月4日まで公演が行われた。当初は2020年3月に公演予定であったが、新型コロナウイルス感染症の影響により、2022年に延期された。
舞台オリジナルストーリーで、マジンガーZが製作される過程を描いている。
兜甲児役は山本翔太が演じ、それに過去の『マジンガーZ』関連作品で演じてきたキャストが日替わりで声を当てている。森久保祥太郎は11月25日と12月1日公演は声の出演のみ、12月4日は特別出演として、山本に変わり兜甲児役で出演する。
キャスト
- 盾矛次郎 - 関智一
- 兜刀子 - 長沢美樹
- 羽生翼 - 那珂村たかこ
- 兜剣造 - 置鮎龍太郎
- マル - 飯田誠規
- ブロッケン伯爵 - 岩崎諒太
- 千草 - 久保梨瑛
- シュトロハイム・ハインリッヒ - 大石達也
- 兜シロー - 相原美沙
- ミキ - 大村彩
- 子供1 - 櫻井殊
- 黒崎 - 稲垣祐希絵
- 八木 - 井上舞香
- 小菅、アナウンサーの声 - 辻原智也
- 兜甲児（少年） - 加藤絵里香
- 兜甲児（12月4日以外）、警備員（12月4日のみ） - 山本翔太
- あしゅら男爵 - 三好拓朗
- 海堂 - 岡田雄樹
- ヤス - 大場達也
- ジョー - 田中精（30-DELUX）
- 兜十蔵 - 島田朋尚（元氣プロジェクト）
- 弓弦之助 - 三原一太（はらぺこペンギン！ / DR プロジェクト）
- Dr.ヘル - 大髙雄一郎（Theatre劇団子）
- ガミアD、鉄十字兵 - 野川瑞穂
- 山口真弥（B.O.S Action Unity）
- 金山拓矢（B.O.S Action Unity）
- 伊尾木希実（B.O.S Action Unity）
- 兜甲児 - 森久保祥太郎（特別出演 / 12月4日のみ）

日替わりゲスト
- 稲田徹（11月25日）
- 木村良平（11月26日）
- 畠中祐（11月27日）
- 鈴村健一（11月28日）
- 佐藤拓也（11月29日）
- 武内駿輔（11月30日）
- 仲村宗悟（12月1日・2日午前）
- 豊永利行（12月2日午後）
- 平川大輔（12月3日）
- 沖野晃司（12月4日）

声の出演（兜甲児 役）
- 石丸博也（11月27日、12月3日）
- 山口勝平（11月28日、11月30日、12月2日）
- 赤羽根健治（11月26日、11月29日）
- 森久保祥太郎（11月25日、12月1日）

スタッフ
- 原作 - 永井豪
- 演出 - 関智一、野坂実
- 脚本 - 吉久直志
- 脚本協力 - 小野真一、長沢美樹

## マジンガーZ / INFINITY
劇場アニメ作品。日本より先行して2017年10月28日（現地時間）に「第12回ローマ国際映画祭」でワールドプレミア公開され、イタリアでは10月31日、フランスでは11月22日に劇場公開された 。日本では2018年1月13日 に劇場公開。

### 作品概要（INFINITY）
世界観はテレビシリーズを引き継いでおり、同シリーズ最終話から10年後の世界で再び人類の未来を託されたマジンガーZの激闘が描かれる。なお、『グレートマジンガー』の後日談に相当する『UFOロボ グレンダイザー』については、作中で語られていないが世界観は繋がっており、無かった歴史にはなっていないという。
マジンガーZや機械獣などのメカはすべて3DCGで描かれている。メカニックデザインの柳瀬敬之は当初、劇場の大画面を意識して描線の多いハイディテール版を描いてみたが後でアクションが多いことを知り、それに合わせてディテールを調整した版が本編では活躍する。
『グレートマジンガー』からは剣鉄也が乗機のグレートマジンガーと共に登場するほか、炎ジュンも彼の子を宿した状態で登場する。また、キャストは一新されているが、テレビアニメ版で兜甲児を演じた石丸博也と、同じく弓さやかを演じた1人である松島みのり、『マジンガーZ対暗黒大将軍』で鉄也を演じた田中亮一もゲスト出演している。
プロデューサーの金丸裕によれば、企画は2008年から始まったという。

#### 制作略歴（INFINITY）
2017年1月26日にプロジェクトの始動が、同年3月26日にはAnimeJapan 2017でのステージイベントで世界先行公開決定、後述するスタッフや日本語版のキャストなどが、同年8月19日には追加キャストが、同年8月31日には正式タイトル『劇場版 マジンガーZ / INFINITY』と水木一郎による新録オープニングテーマ入り予告編が、同年9月14日にはポスタービジュアルが、同年9月26日には物語の舞台である富士宮市とのコラボレーション決定が、同年11月30日にはオープニングテーマ「マジンガーZ INFINITY ver.」のPVが、それぞれ発表された。

#### イベント（INFINITY）
2017年11月5日には西日本総合展示場新館にて「北九州ポップカルチャーフェスティバル2017」が開催され、山口勝平、伊藤美来、金丸が登壇したほか、水木が「マジンガーZ INFINITY ver.」を世界初披露した。同年11月12日には中野セントラルパークにて「中野×杉並アニメフェス2017」が開催され、「スーパーロボットまんがまつり」に田名部生来、五十嵐浩司、勝田稔男、友永和秀、越智一裕、松島が登壇したほか、本作の予告が上映された。同年11月16日には六本木ヒルズ内のYouTube Space Tokyoにて「YouTube Music Night with水木一郎 feat. 『劇場版 マジンガーZ / INFINITY』」が開催され、水木、うみくん、有村昆が登壇した。同年11月29日には東京都内にてアニマックスとキッズステーションによる本作の共同特番『これを観れば10倍楽しめるZ!』の収録が行なわれ、田名部、水木、関根勤が登壇した。同年12月3日には新宿バルト9にてジャパンプレミアが開催され、主要声優陣やゲスト声優の宮迫博之（雨上がり決死隊）、ゆいP、オカリナ（共におかずクラブ）が登壇した。
2018年4月24日には、当時劇場公開中の映画『パシフィック・リム: アップライジング』とのコラボアートが公開された。映画を通して世界中の人に夢とロマンを届けたいという同作品の制作チームに対し、同作品の成功を祈願するダイナミック企画の永井一巨が描き下ろしたこのコラボアートには、同作品に登場する主役ロボットのジプシー・アベンジャーと並び立つマジンガーZのほか、ダイナミック企画側の「助っ人」としてグレンダイザーやゲッターロボなども背景に登場している。

### 登場キャラクター（INFINITY）
兜甲児
声 - 森久保祥太郎
10年前にマジンガーZで世界を救った英雄。現在では父や祖父の後を継ぎ研究者となっているが、その正義感と闘志はいまだ健在であり、復活したDr.ヘルの脅威に対抗するために前線に復帰する。
弓さやか
声 - 茅野愛衣
かつては甲児と共に、パイロットとして戦っていた。その後、甲児とともに一時アメリカへ留学する。現在では、父の弦之助の意思を継ぎ新光子力研究所の所長を務めている。
リサ
声 - 上坂すみれ
謎の巨大遺跡インフィニティの頭部から出現した人型アンドロイドの少女。最初に起動させた兜甲児をマスター（管理者）と設定したため、彼を「ご主人様」と呼ぶ。実はインフィニティのコントロールユニットであり、名前は（小説版では、のっそり博士とせわし博士によって）「Large Intelligence System Agents」の頭文字から取って名付けられた。アンドロイドではあるが全身の91％が生体パーツでできており、食事も可能で感情豊か、涙を流して泣くこともできる。「自分は少女らしい心を持っている」および「そういうプログラムが私にはある」と自覚しており、感情表現も激しいが、出てくる言葉は理路整然としている。インフィニティ同様ミケーネの遺産であるが、ミケーネ帝国やDr.ヘルに帰属意識や興味を示す様子はなく、最後まで甲児たちと共に戦った。
格闘性能も高く、ブロッケン伯爵には「ガミアQのコピーか」と言われたことに対しては、オリジナルだと返している。なお、ガミアQは永井豪による漫画版のキャラクターであり、TVアニメ版には登場しないので、このセリフは楽屋オチとなっている。
マジンガーZのフジプラント突入に際し、コ・パイロット兼ミッション・スペシャリストとしてパイルダーに同乗、ゴラーゴンの発動時には本来のコントロールユニットの能力を駆使してヘルに対抗する。
剣鉄也
声 - 関俊彦
かつて甲児と共に戦い、人類を救ったグレートマジンガーのパイロット。現在でも新国連統合軍に所属し、グレートマジンガーで地球の平和を守っている。物語の冒頭、テキサスプラントの防衛任務中にグレートマジンガーごと消息不明となる。
炎ジュン
声 - 小清水亜美
鉄也と共に育った元孤児。10年前の戦いではビューナスAのパイロットとして戦った。後に鉄也と結ばれ、彼との子を妊娠している。現在でも鉄也とともに新国連統合軍に所属して戦っており、劇中での描写によると新国連統合軍における階級は中尉である。
兜シロー
声 - 花江夏樹
甲児の弟。10年前の戦いではまた子供だったが、現在ではイチナナ式のパイロットとなり、新国連統合軍三（参）番隊の小隊長を務める。
ボス
声 - 高木渉
甲児の旧友にして元ボスボロットメインパイロット。現在は古びた建物でラーメン屋「ぼすらーめん」を営む。本作でもボスボロットとともに活躍する。
ムチャ、ヌケ
声 - 山口勝平（ムチャ）、菊池正美（ヌケ）
ボスとの関係は今も変わらず。ふたりとも「ぼすらーめん」で働いている。陽動作戦においては往時と変わることなくボスボロットに搭乗して、ボスとともに奮戦する。
弓弦之助
声- 森田順平
元・光子力研究所所長で弓さやかの実父。本作では出馬要請もあり、政治の世界で戦うため第百代日本国 内閣総理大臣（日本国首相）を務める。
のっそり博士、せわし博士
声 - 島田敏（のっそり）、塩屋浩三（せわし）
光子力3Dプリンターを搭載した多脚砲台（重戦車Z改）を開発し、自らが乗り込んで陽動作戦に出動、ボスボロットともに奮闘する。
マジンガールズ
声 - 田所あずさ（オレンジ）、伊藤美来（グリーン）、ゆいP（ピンク）、オカリナ（ブルー）
統合軍所属のアイドル4人組（ブルー、グリーン、オレンジ、ピンク）グループ。その美貌で兜甲児のみならずボスたちや日本国中をメロメロにする比類なき魅力の持ち主。しかし見た目とはウラハラに愛機である色違いの4機のビューナスAを乗りこなす名パイロットチーム。
Dr.ヘル
声 - 石塚運昇
悪の天才科学者。『グレートマジンガー』最終決戦時に無敵要塞デモニカと共に爆死したはずだが、謎の復活を遂げて甲児たちの前に現れた。
あしゅら男爵
声 - 宮迫博之（男）、朴璐美（女）
Dr.ヘル一派の幹部。テレビシリーズでマジンガーZに敗れ死亡したはずだが、Dr.ヘル、ブロッケン伯爵共々復活を遂げる。
ブロッケン伯爵
声 - 藤原啓治
Dr.ヘル一派の幹部。元ドイツ軍将校のサイボーグ。
みさと
声 - 植田佳奈
テレビシリーズで登場したボスの遠縁。かつては、家政婦を経て光子力研究所の正式な所員として採用されていた女性だが、現在は娘（声 - 本渡楓）と2人暮らし。
山岸、袋小路
声 - 田中亮一、尾形雅宏
容姿はアレンジされているが、『ハレンチ学園』から客演した山岸八十八とイキドマリ（袋小路）。
列車内アナウンス
声 - 松島みのり
統合軍司令
声 - 石丸博也
Dr.ヘルの侵攻に際して統合軍の艦隊を率いる司令官。旗艦である超大型航空母艦ピースキーパーに座乗して指揮を執る。実直な人物で、人類を救った英雄である甲児を尊敬している。小説版では“アキラ・キャンベル”大将という名が与えられている。

### 登場メカ（INFINITY）
マジンガーZ
かつてDr.ヘル率いる機械獣軍団や、ミケーネ帝国と戦ったマジンガー。
戦いが終わってミケーネ平和記念博物館（通称：マジンガーミュージアム）にビューナスAやイチナナ式とともに展示されていた。インフィニティの放ったブレストファイヤーで建物ごと消し飛び失われてしまうが、実はそれはレプリカであり、オリジナルは旧光子力研究所に密かに保管（封印）されていた。旧作『マジンガーZ』の頃より強化されており、全高は25m、装甲は超合金ニューZ製になっている。Dr.ヘルの復活とインフィニティの脅威に対し、最後の戦いに赴く。
マジンガーZ#登場メカも参照のこと。
グレートマジンガー
かつてミケーネ帝国と戦ったマジンガー。
現在は剣鉄也の愛機として新国連統合軍所属となっている。
冒頭、テキサスプラントでの戦闘であしゅら男爵の率いる機械獣軍団と戦闘。その後、捕らわれ、インフィニティの起動キーにされてしまう。
大型化されたマジンガーZと異なり、身長はかつてから変更されておらず、本作では両者の身長差はほぼなくなっている。
グレートマジンガー#登場メカも参照のこと。
イチナナ式
新国連統合軍が運用する量産型マジンガー。動力には光子力エンジンが使われている。胸の装甲版が赤く塗装されているが、胸部に武器は装備されていない。専用ライフルを用いた戦闘がメイン。
作業用イチナナ式
フジプラントの建設現場で使用されている、戦闘用では無い作業用機体。作業用のため装甲は施されておらず、肩にライト、股間にウィンチを備える。運用思想はアフロダイAの係累に属する。
ボスボロット
かつてマジンガーZやグレートマジンガーとともに、Dr.ヘル率いる機械獣軍団やミケーネ帝国と戦ったロボット。
一帯が停電中の“ぼすらーめん”の店の電力を賄うために、地下の多目的坑を通してケーブルを引き、そのエンジンが発電に使われていた。
マジンガーZのフジプラント突入を援護するため、重戦車Z改とともに機械獣軍団の陽動に奮戦した。
『UFOロボ グレンダイザー』に客演した時と同様、“ロボット科学博物館”に収蔵されたはずのボロットが、ボスの元に残されていた事情は不明。
マジンガーZ#登場メカも参照。
ホバーパイルダー
マジンガーZの頭部にドッキングすることでコクピットの働きをするエアークラフト機。オリジナルはTVシリーズ第69話で全損して失われているため、これは再製作された2号機にあたる。旧機体と異なり、機体前面のミサイル発射口が2つから4つに増設されている。操縦系も一新され、レバーやスイッチ類は激減し、多機能ディスプレイが多数並んだコンソールとなった。
なおジェットパイルダーは整備中で、格納庫の傍らで装甲の一部が外された状態で置かれているのが、映像でも確認できる。
多脚砲台 / 重戦車Z改
光子力研究所が開発した光子力エンジン搭載戦車。もともとは装輪式だが、作業用イチナナ式の脚を流用し接続することで歩行式戦闘車両となった。武装は車体上部の大型ミサイル二基。光子力を応用した巨大な超高性能3Dプリンター“超合金光積層造型機”を搭載し、あらゆるものを瞬時に製造できる（マジンガーZのミサイルパンチも同様の超高速3Dプリンターで、体内で瞬時に製造・発射されている）。
マジンガーZのフジプラント突入を援護するため、ボスボロットとともに機械獣軍団の陽動に奮戦した。操縦はせわし・のっそり両博士ほか2名。車体には機番“XX-11”がペイントされている。
なお、劇中序盤ではフジプラントに進攻する機械獣軍団に対し、ミサイル掃射で迎撃を試みる（このとき、前面四つの発射口からもミサイルを撃ちまくっている）重戦車Zの部隊の姿が見られる。
ビューナスA
新国連統合軍所属アイドル・マジンガールズの愛機として、4機のチームとして登場。機体ごとに一部の色が違っている。かつてのグレートマジンガーのパートナーロボット・ビューナスAとの性能の差異は不明。陽動作戦中に機械獣軍団に包囲され、窮地に陥ったボスボロットと重戦車Z改の救援に駆け付け、「オッパイミサイル」を乱れ撃ちして活躍する。過去のビューナスAと異なり、胸のミサイルはカバーを開いて発射する。
なお、マジンガーZやイチナナ式とともにマジンガーミュージアムに展示されていたオリジナルの機体は、インフィニティの放ったブレストファイヤーで建物ごと消し飛び喪失してしまった模様。
インフィニティ / マジンガーインフィニティ
富士山の裾野の地中深くに埋まっていた全長600メートルもの巨体を誇る第3の魔神。ミケーネ超文明の遺産と目されており、基礎構造を解析するだけで現在の科学力を100年分進展させるほどのテクノロジーが詰め込まれているという。
腕部から無数のミサイルを発射するほか、マジンガーZと同様に胸部放熱板からブレストファイヤーを放つ。劇中では自らとフジプラント周辺に巨大な台風（竜巻）を発生させ、ミサイルによる迎撃網でイチナナ式の部隊をことごとく撃ち落とし、破格の射程と規模を持つブレストファイヤーで、富士の裾野の新光子力研究所周囲の街（新富士市研究都市）を広範囲に薙ぎ払っている。
実は世界を作り替えるという量子干渉装置「ゴラーゴン」を起動するキーとなる機体であり、隣接次元から転移してきた。その力を利用せんと目論むDr.ヘルに奪取され、人類の敵として相対することになる。当初は鉄也ごと捕縛したグレートマジンガーを生体ユニットとして利用することで稼働させられていたが、グレートマジンガーを奪い返された後は、地獄大元帥に乗り込んだヘルが自ら生体ユニットとして一体化し、強大なパワーを発揮する。
最終的にゴラーゴンを発動させるも、ゴラーゴンの制御を試みたリサのハッキングと、世界中の人々の想いを乗せた光子力を受け巨大化したマジンガーZとの死闘の末、ロケットパンチで宇宙空間まで吹き飛ばされ消滅した。
ミケーネの遺産であるインフィニティがなぜマジンガーと意匠が酷似しているのか、何らかの因縁や繋がりがあるのか、その理由はとうとう明かされなかった。
地獄大元帥
Dr.ヘルの操る戦闘機械獣。名前とフォルムはかつてのミケーネの地獄大元帥を踏襲している。頭頂部はDr.ヘルの姿を映すモニターとなっており、両目から発射する地獄ビーム、右腕の鈎爪（アイアンクロー）から放つビームブーメラン、頭部の角から放射するヘル・サンダー、ベルトのバックルから噴き出す大竜巻の地獄ハリケーン、耳から発射して超合金ニューZすら溶かす溶解弾など、多彩かつ強力な攻撃でマジンガーZを圧倒し半壊に追い込む。グレートマジンガーがインフィニティから強制パージされてしまった後は、自らが起動キーとなってゴラーゴンを発動させる。
アシュラーP1
あしゅら男爵が操縦する専用の超機械獣。再生機械獣ではなくオリジナルの機体だが、モデルになっているのは永井豪の漫画版（テレビマガジン連載第4回）に登場する“機械獣あしゅら男爵”（TVアニメ版第79話に登場する、やはりあしゅら男爵を模していた機械獣ジェットファイアーP1からは、「P1」の名称のみが引き継がれている）。
あしゅら男爵がモチーフのため左右非対称の姿をしており、右手は複数の鞭を束ねた形状で、左手には“バードスの杖”を模した杖を持ち、マント状のパーツを羽織っている。
武装も“機械獣あしゅら男爵”を下敷きにしており、右乳房から発射するビーム「バストテードル」、左胸から発射する「ロケット連射砲」、左右に分割した体で敵を挟んで串刺しにする「あしゅらプレス」など、いずれも漫画版準拠となっている。
超機械獣は操縦式のためか、再生機械獣に共通で搭載されている強化心臓を持っていない。
ブロッケーンT9
ブロッケン伯爵が操縦する専用の超機械獣。
ブロッケン伯爵がモチーフとなっているため、首と胴体が独立して活動する（ただし胴体は首によって制御されているらしく、首がパイルダーの攻撃を受けた際には胴体のコントロールが乱れている）。
ランス状の剣を持ち、首の左目からはビーム、口からは「鉄十字ガス」を発射する。胴体の首元からはミサイルを連射するが、その首元に剣を固定して、体を回転させながら特攻する「鉄十字ドリル」という技を持つ。
アシュラーP1と同様に、超機械獣であるため、再生機械獣に共通で搭載されている強化心臓を持っていない。
アシュラーP1とともに、フジプラントに突入してきたマジンガーZを襲撃するが返り討ちになる。
再生機械獣軍団
Dr.ヘルなどとともに蘇ったとされる。超機械獣を除くこれらの機械獣には、共通パーツとして強化心臓が搭載されている（ガラダK7の左胸や、ダブラスM2の両肩に見られるようなボタン状の回路のこと）。テレビシリーズと概ね同じデザインの再生機械獣がほとんどだが、アシュラーP1やブロッケーンT9などと同様、本作オリジナルの機体のいくつかが量産されて複数機登場している。
なおゴーゴン大公の妖機械獣や、厳密には機械獣ではないバイコング09、ラインX1、ミネルバXなどは登場しない。

### スタッフ（INFINITY）
- 原作 - 永井豪
- 監督 - 志水淳児
- 助監督 - なかの★陽
- CGディレクター - 中沢大樹、井野元英二
- 3DCG制作 - オレンジ
- 脚本 - 小沢高広
- キャラクターデザイン - 飯島弘也
- メカニックデザイン - 柳瀬敬之
- 音楽 - 渡辺俊幸
- 美術 - 氏家誠
- 制作 - 東映アニメーション
- 配給 - 東映
- 製作 - MZ製作委員会（東映アニメーション、ダイナミック企画、東映、バンダイナムコグループ、木下グループ、ADK、KADOKAWA、ワーナーミュージック・ジャパン）

### 主題歌（INFINITY）
オープニングテーマ「マジンガーZ」(INFINITY version)
作詞 - 東文彦 / 作曲 -  渡辺宙明 / 編曲 - 渡辺俊幸 / 歌 - 水木一郎
本作のために新規録音されたバージョン。編曲は本作の音楽も担当している、原作曲者・渡辺宙明の実子・渡辺俊幸。
エンディングテーマ「The Last Letter」
歌 - 吉川晃司（ワーナーミュージック・ジャパン）
本作のために書き下ろされたバラードソング。